# 京橋駅 (大阪府)
京橋駅（きょうばしえき）は、大阪府大阪市城東区新喜多一丁目及び都島区東野田町二丁目にある、西日本旅客鉄道（JR西日本）・京阪電気鉄道・大阪市高速電気軌道（Osaka Metro）の駅である。
JR西日本の駅シンボルフラワーは「コスモス」である。駅名読みのアクセントは頭高型。

## 概要
大阪市の繁華街にある乗換駅としては、キタ（大阪駅・梅田駅周辺）やミナミ（難波駅周辺）および天王寺（天王寺駅・大阪阿部野橋駅周辺）に次ぐ規模がある大阪市北東部・北河内方面の玄関口・ターミナル駅である。
京阪電気鉄道（京阪電車）の駅の中では京阪本線の起点駅である淀屋橋駅を抑えて最も利用者数が多い。超高層ビルが林立する大阪ビジネスパーク（OBP）とも隣接しているほか、大阪城からもほど近い。
駅名は大阪城の北西において寝屋川に架かる京橋（橋梁）に由来するが、当駅よりも天満橋駅や大阪城北詰駅のほうが京橋（橋梁）に近接する。

### 乗り入れ路線
JR西日本の各線（後述）、京阪電気鉄道の京阪本線、Osaka Metroの長堀鶴見緑地線の3社の路線が乗り入れている。京阪電気鉄道の駅番号はKH04、Osaka Metroの駅番号はN22。事務管コードは▲610511。
JR西日本の駅に乗り入れている路線は、当駅の所属線である大阪環状線に、片町線（学研都市線）とJR東西線を加えた3路線である。1997年のJR東西線開業と引き換えに片町線は当駅 - 片町駅間が廃止されて当駅が終点となり、一部列車を除いて当駅起点のJR東西線と相互直通運転を行う現在の形態となった。また、特定都区市内制度における「大阪市内」エリアに属している。
JR西日本の駅番号は大阪環状線がJR-O08、片町線（学研都市線）・JR東西線がJR-H41。
以下に詳述するようにJR北口と京阪中央口は至近であり、京阪中央口からはコムズガーデンを介して地下鉄駅へつながる地下道があるため、3社の駅は雨天でも濡れずに相互に行き来することができる。
3社間に連絡改札はないため、乗り換えの際は一旦改札外に出る必要がある。

## 歴史

### JR西日本

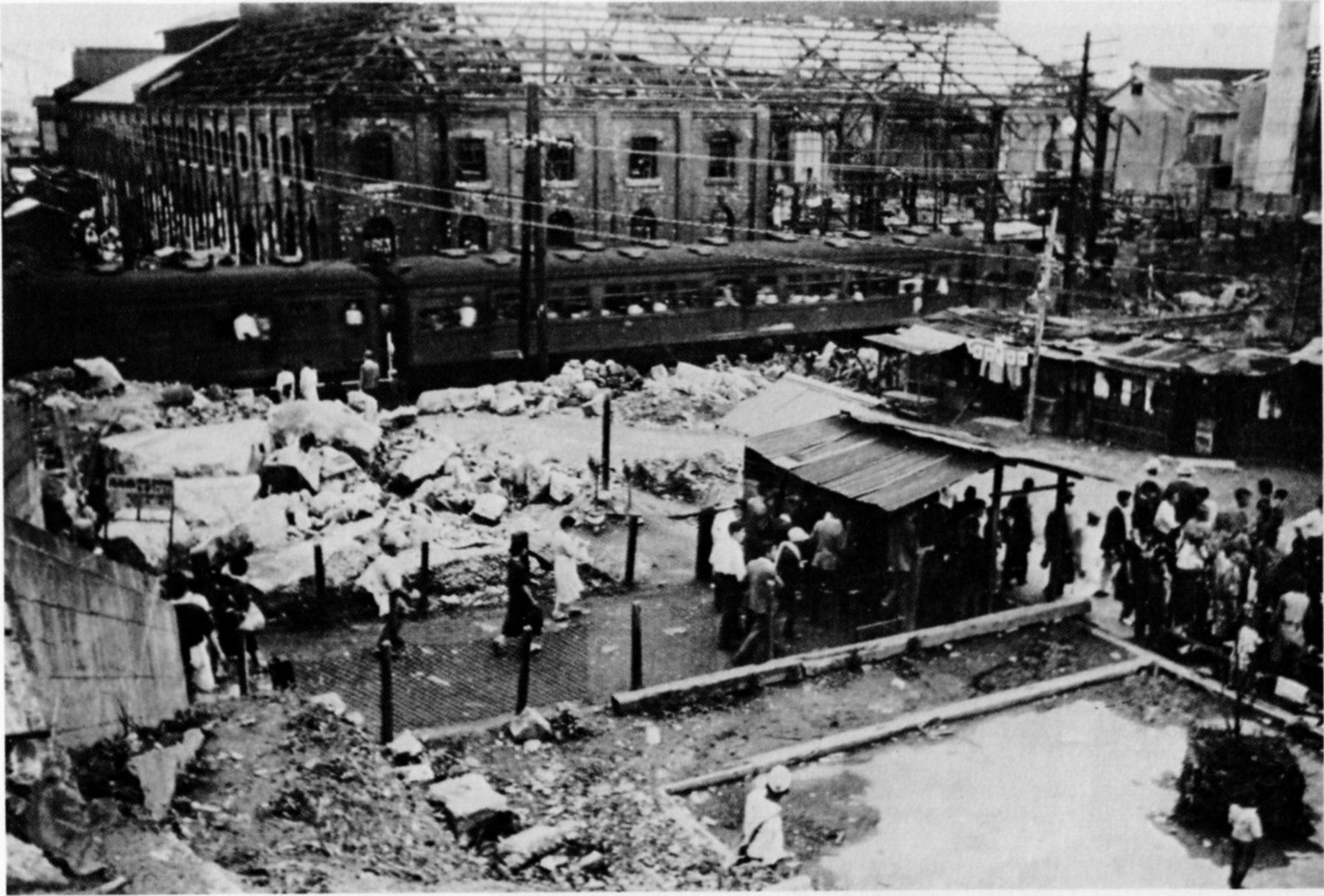
空襲の爪痕が残る京橋駅（1946年6月）
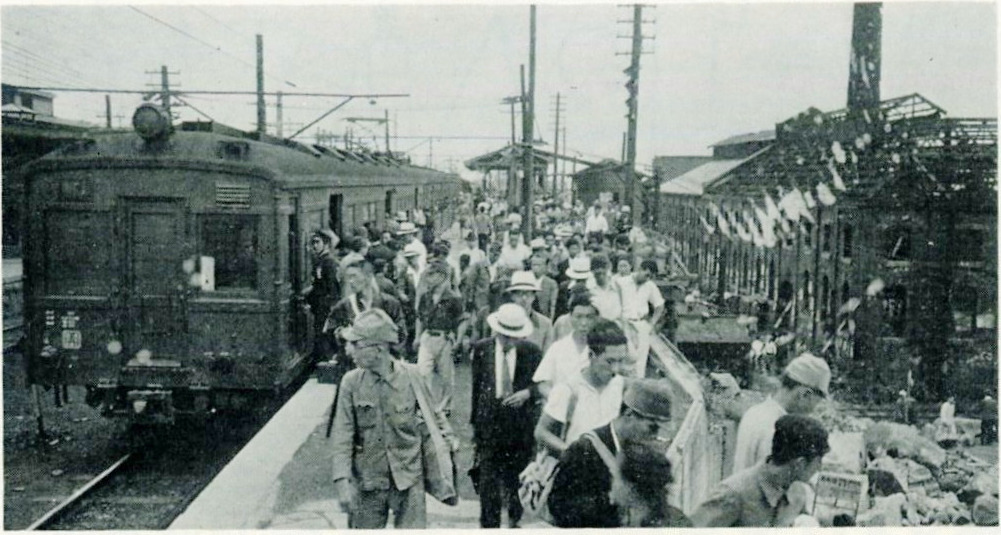
ホーム（1946年6月）

当駅所在地に鉄道が敷設されたのは、1895年8月に浪速鉄道が片町駅 - 四条畷駅間（現・片町線の一部区間）を開業させた時が最初であるが、駅は設置されなかった。当駅は、同年10月に大阪鉄道 (初代) が玉造駅 - 梅田駅（現・大阪駅）間（現・大阪環状線の一部区間）を延伸開業させた際に浪速鉄道との交点に設置したのが最初である。大阪鉄道の駅としては京橋（橋梁）に最も近接する駅であったことから、大阪鉄道は駅名に「京橋」を採用した。
浪速鉄道・大阪鉄道とも関西鉄道への譲渡を経て国有化され、それぞれ片町線・城東線の路線名が制定された後、1912年に片町駅の東側に京橋口乗降場が設けられ、城東線京橋駅と連絡するようになる。翌1913年には駅に格上げされて片町線京橋駅となった。
長らく片町線の終点で当駅の西隣にあった片町駅は、1997年のJR東西線の開業に伴い廃止された。それ以降は当駅が片町線の終点駅・JR東西線の起点駅となっている。

#### 年表
- 1895年（明治28年）10月17日：大阪鉄道が玉造駅 - 梅田駅（現在の大阪駅）間（現在の大阪環状線の一部）を延伸させた際に設置[3]。
- 1898年（明治31年）1月1日：高橋常八駅長殉職。玉造駅発の列車が完全に停止する前に乗客達が先を争い扉を開けて下車しようとし、駅長は危険行為を制止しようと駆け寄ったが、開け放たれた扉に跳ね飛ばされ線路に落下、轢死した[4]。
- 1900年（明治33年）6月6日：大阪鉄道の路線を関西鉄道が承継。同社の駅となる[5]。
- 1907年（明治40年）10月1日：関西鉄道が国有化[3]。国有鉄道の駅となる[5]。
- 1909年（明治42年）10月12日：線路名称制定。当駅は城東線所属となる[5]。
- 1912年（明治45年）4月21日：片町線の片町駅に京橋口乗降場を開設[6]。城東線京橋駅と接続。
- 1913年（大正2年）11月15日：片町駅京橋口乗降場を格上げし城東線京橋駅と統合され、片町線京橋駅が開設[6]。1面1線の地平駅。
- 1945年（昭和20年）8月14日：京橋駅空襲で1トン爆弾が片町線ホームに命中、避難していた700 - 800人以上が死亡[5]。
- 1951年（昭和26年）5月30日：城東線駅舎が完成（戦災復旧）[7]。
- 1955年（昭和30年）1月25日：片町線複線化に伴い片町線ホームが島式1面2線になる。
- 1961年（昭和36年）4月25日：城東線が大阪環状線の一部となる[5]。
- 1970年（昭和45年）：片町線の片町行ホームが完成。長尾方面行ホームと分離。
- 1971年（昭和46年）6月：西口駅舎竣工[8]。
- 1987年（昭和62年）4月1日：国鉄分割民営化により、西日本旅客鉄道（JR西日本）の駅となる[3]。
- 1990年（平成2年）：国際花と緑の博覧会開催に伴い、臨時特急エキスポ雷鳥号[9]、エキスポくろしお号[10]が期間限定で乗り入れされる。
- 1997年（平成9年）3月8日：JR東西線の尼崎駅 - 当駅間が開業[11]。隣駅が片町駅から大阪城北詰駅となる。片町線の当駅 - 片町駅間が廃止[6]。
- 2003年（平成15年）11月1日：ICカード「ICOCA」の利用が可能となる[12]。
- 2009年（平成21年）10月4日：大阪環状線に大阪環状・大和路線運行管理システム導入。
- 2011年（平成23年）3月8日：JR東西線・学研都市線にJR宝塚・JR東西・学研都市線運行管理システム導入。JR東西線・学研都市線ホームに接近メロディ導入。
- 2014年（平成26年）
  - 1月31日：西口のみどりの窓口の営業を終了。
  - 2月1日：西口のみどりの券売機プラスが使用を開始。
  - 3月15日：大阪環状線ホームに発車メロディを導入。曲は「大阪うまいもんの歌（ゆかいな牧場）」[13]。
- 2016年（平成28年）
  - 3月19日：JR東西線ホーム（北新地・尼崎方面）に可動式ホーム柵が設置され、使用を開始[14][16]。
  - 9月8日：車椅子利用者の男性が、同駅構内のホーム間を移動するにはエレベーターを5基も乗り継ぐ必要があり、憲法で保障された移動の自由を侵害しているとして、JR西日本を相手取り大阪地方裁判所に訴訟を提起[17]。詳細は後述。
- 2017年（平成29年）2月25日：学研都市線ホーム（四条畷・同志社前方面）に可動式ホーム柵が設置され、使用を開始[15][18]。
- 2018年（平成30年）
  - 3月17日：駅ナンバリングが導入され、使用を開始する。
  - 11月23日：大阪環状線ホーム（4番のりば）の柱に亀裂が入り、特急以外の大阪環状線の列車が運休となる。
- 2019年（令和元年）10月5日：大阪環状線ホーム（3番乗り場）に可動式ホーム柵が設置され、供用開始する[19]。
- 2020年（令和2年）3月17日：大阪環状線ホーム（4番乗り場）に可動式ホーム柵が設置され、供用開始する。

- 2024年（令和6年）6月1日：管理駅再編に伴い、北新地駅管区・鶴橋駅管区と合併し京橋統括駅となる。

#### 大阪大空襲の被害
寝屋川に面した駅南口には、終戦の前日に当たる1945年（昭和20年）8月14日の第8回大阪大空襲（別名：京橋駅空襲）により駅構内で犠牲となった人を弔う慰霊碑と納経塔がある。この空襲はアメリカ第20空軍により岩国、光、伊勢崎、熊谷、土崎とともに実施された。
寝屋川を挟んで当駅の南側に広がっていた大阪陸軍造兵廠を攻撃目標としたものだったが、投下された爆弾の一部が目標を逸れて当駅に着弾したものと考えられる。
空襲時、城東線（現在の大阪環状線）の上下2列車の乗客らは、城東線ホーム（高架）を離れてその物陰となる片町線ホーム（地平）に避難していたが、数発の1トン爆弾が京橋駅に着弾した。そのうちの1発が高架上の城東線を突き抜けて片町線ホームに落下して爆発し、避難していた乗客らが爆弾の直撃を受けた。1947年（昭和22年）8月14日に慰霊碑が建立され、1955年（昭和30年）以来、毎年8月14日には妙見閣寺によって慰霊祭が営まれている。
他に大阪市内で空襲慰霊碑のある駅としては、1945年（昭和20年）2月14日に空襲被害を受けた阪和線美章園駅（阿倍野区）がある。

### 京阪電気鉄道
1910年に京阪本線天満橋駅 - 五条駅（現在の清水五条駅）間が開業した際、東成郡鯰江村大字蒲生（現在の大阪市城東区蒲生一丁目）に蒲生駅が設置された（京阪パーキング京橋蒲生1丁目付近）。
蒲生駅とは別に、備前島橋（現在の備前島地下道の位置にあった。鯰江川の埋立に伴い1930年頃に撤去）の北詰、現在の川崎橋の南詰付近に初代「京橋駅」が設置された。備前島橋の南詰と京橋（橋梁）の北詰は近接しており、初代「京橋駅」は京橋（橋梁）に当時最も近接する駅だったが、天満橋駅と野田橋駅（後に片町駅と改称、蒲生駅改め2代目「京橋駅」である現在の京橋駅に統合されて廃止）に近すぎたため、開業後わずか8か月で廃止された。
1932年に旧蒲生信号所 - 守口駅（現在の守口市駅）間が複々線化された際、蒲生駅は北区東野田町七丁目（現在の都島区東野田町三丁目）へ移転し（京橋グランシャトービル付近）、2面2線の相対式ホームが設置された。
1949年に蒲生駅を京橋駅と改称し、1952年には上り構内に京阪スーパーマーケット京橋店が開店した。列車長の拡大につれてホーム長も京都方へ延長された（大阪方ホーム端に踏切が存在したため）が、1969年の再移転直前には京都方ホーム端が急カーブと上り勾配をミックスした形状になっており、列車運転上のネックになっていた。なお、高架駅移転直前の旧線路は寝屋川橋梁から上り2線位置を東に進み、大阪市立桜宮幼稚園付近で北東方向へ別れて現在Osaka Metro長堀鶴見緑地線が地下を通る道路を進み、現在の京橋公園北東端で東方向に急カーブして、グランシャトー北側道路に進入していた。
1969年に都島区東野田町二丁目の現在地へ移転して高架駅になったが、移転当初は上りは2番線のみ、下りは4番線のみ使用されていた。1970年の天満橋駅 - 旧蒲生信号所間複々線化完成によって4線使用されるようになり、同時に駅ビル内に京阪ショッピングモール（現、京阪モール）が開業した。駅ビルには、2002年10月のリニューアル当時「エスポート京橋」の愛称が付け加えられていたが、現在は使用されていない。

#### 年表
- 1910年（明治43年）4月15日：蒲生駅として開業[23]。相対式2面2線の地平駅。
- 1931年（昭和6年）10月14日：守口駅（現在の守口市駅）まで専用軌道化。
- 1932年（昭和7年）10月30日：国鉄京橋駅東側へ移転[23]。
- 1933年（昭和8年）12月29日：蒲生信号所（元の蒲生駅）から守口駅まで複々線化。
- 1934年（昭和9年）6月1日：急行停車駅となる。
- 1943年（昭和18年）10月1日：会社合併により京阪神急行電鉄の駅となる。
- 1946年（昭和21年）9月30日：駅改築[23]。
- 1949年（昭和24年）
  - 10月1日：京橋駅と改称[23]。
  - 12月1日：会社分離により京阪電気鉄道の駅となる。
- 1950年（昭和25年）9月1日：特急の運転開始に伴い、特急停車駅となる。
- 1952年（昭和27年）4月1日：上り構内に京阪スーパーマーケット京橋店開店。
- 1962年（昭和37年）12月22日：京阪最初の自動券売機を設置[24]。
- 1967年（昭和42年）2月7日：京都側の踏切が歩行者専用の地下通路化される[23]。
- 1969年（昭和44年）11月30日：現在地に移転、高架化。同時に片町駅を廃止し京橋駅に統合。
- 1970年（昭和45年）
  - 4月15日：駅ビル内に「京阪ショッピングモール」開業。
  - 10月1日：蒲生信号所廃止。
  - 11月1日：天満橋駅 - （旧）蒲生信号所間が複々線化。
- 1972年（昭和47年）7月10日：定期券発行機を設置使用開始[25]。
- 1973年（昭和48年）9月1日：片町口に「お忘れ物センター」開設[23]。
- 1979年（昭和54年）1月20日：点字運賃表設置[26]。
- 1986年（昭和61年）3月31日：中央口下りエスカレーターが2基設置される[27]。
- 1987年（昭和62年）
  - 3月28日：大型からくり時計モールクロックが設置され運用開始[28]。
  - 4月1日：片町口の改造工事が竣工、使用開始[27]。
- 1990年（平成2年）
  - 3月20日：3F新コンコース、地下鉄との連絡地下道使用開始、駅正面口の呼称を「中央口」に変更[23]。
  - 3月21日：ホテル京阪京橋開業。
- 1992年（平成4年）10月21日：京阪初の乗り越し精算機を設置。
- 1997年（平成9年）
  - 3月27日：片町口に京都行きホームとコンコース・淀屋橋行きホームとコンコースを結ぶエレベーター各1基を設置。
  - 9月16日：改札内にショットバー「オールド・バー京橋」開業[29]。
  - 11月17日：改札内にコンビニエンスストア「アンスリー京橋店[注 1]」開業[30]。ベルギーワッフル専門店「マネケン京阪京橋店」開業[29]。
- 2000年（平成12年）：出町柳行ホームに「ジューサーバー」営業開始。
- 2002年（平成14年）
  - 3月5日：LED式発車標設置、使用開始。
  - 8月24日：中央トイレに多目的トイレ設置、使用開始。
  - 10月4日：中央口・出町柳行ホームとコンコース・淀屋橋行ホームとコンコースと改札口を結ぶエレベーター各1基を設置。併せて下りエスカレーター増設、京橋駅バリアフリー化工事完了。同時に京阪線ではじめてオープンカウンター方式の案内所「けいはんインフォステーション」を設置、駅係員をコンシェルジェとして置いた[23]。また、京阪線で翌年4月15日以降、採用された新制服を当駅のみ同日より先行して採用していた[31]。
- 2003年（平成15年）9月19日：第4回「近畿の駅百選」に選ばれる[23]。
- 2014年（平成26年）5月1日：駅構内のエアコンが更新され、使用開始[32]。
- 2017年（平成29年）3月17日：京阪モールリニューアル工事竣工[33]。
- 2019年（平成31年）3月1日：中央トイレリニューアル工事竣工、使用開始。女性用トイレにパウダーコーナーを設置、男女とも個室は洋式に[34]。
- 2020年（令和2年）3月30日：片町口トイレリニューアル工事竣工、使用開始。女性用トイレにパウダーコーナーを設置、男女とも個室は洋式に[35]。
- 2022年（令和4年）
  - 1月30日：1番線ホームで可動式ホーム柵の使用を開始[36]。
  - 2月20日：2番線ホームで可動式ホーム柵の使用を開始[36]。

### 大阪市電（廃止）
大阪市電の京橋停留場は戦前（大阪市電気局時代）と戦後（大阪市交通局時代）で設置場所が異なる。戦前の京橋停留場（初代）は京阪の初代「京橋駅」よりも京橋（橋梁）に近接していた。戦後の京橋停留場（2代目）は国鉄・京阪の京橋駅に近接していた。

#### 年表
- 1924年（大正15年）4月17日：天満橋善源寺町線開業。京橋（橋梁）の北詰付近に京橋停留場（初代）設置。
- 1944年（昭和19年）6月1日：京橋停留場（初代）廃止。
- 1950年（昭和25年）11月8日：天満今福線延伸開業。現在の京橋交差点付近に京橋停留場（2代目）設置。
- 1969年（昭和44年）2月1日：京橋停留場（2代目）廃止。

### 大阪市高速電気軌道 (Osaka Metro)

#### 年表
- 1990年（平成2年）3月20日：鶴見緑地線の当駅 - 鶴見緑地駅間開通と同時に同線の起点駅として開業[37]。後の延伸を考慮して駅の位置が決定されていた。
- 1996年（平成8年）12月11日：心斎橋駅までの延伸と同時に鶴見緑地線が長堀鶴見緑地線に改称[38]。途中駅となる[38]。
- 2010年（平成22年）12月20日：可動式ホーム柵の使用を開始。
- 2018年（平成30年）4月1日：大阪市交通局の民営化により、所属事業者・管轄が大阪市高速電気軌道 (Osaka Metro) に変更。

## JR西日本
当駅は駅長が配置された直営駅であり、京橋統括駅として大阪環状線の天満駅〜寺田町駅間、JR東西線の加島駅〜大阪城北詰駅間を管轄している。また北新地駅と鶴橋駅にそれぞれ地区駅長が配置されている。
相対式ホーム2面2線の高架ホームに大阪環状線の列車が、単式ホーム2面2線の地平ホームに片町線（学研都市線）とJR東西線の列車が停車する。一部の関空快速・紀州路快速は当駅で折り返す。
改札口は、大阪環状線ホームの北側にある北口（有人）、JR東西線ホームに接する南口（無人）、片町線（学研都市線）・JR東西線ホームの西側にある西口（無人）の3か所がある。最も大きな改札口は北口で、京阪京橋駅中央口と向かい合っており、かつ幅の広い京阪のガード下を通ることになるため、雨の日でも濡れずに互いの駅舎を行き来できる。
西口・南口改札は無人改札口であり（ただし一部時間帯は有人）、駅員の対応が必要なときは改札口コールシステムによるインターホン対応となる。みどりの窓口は北口にある。かつては西口にも窓口が存在したが、2014年1月31日をもって営業を終了し2月1日よりみどりの券売機プラスが稼動した。
片町線ホームは1955年に複線化された当時島式ホーム1面2線だったが、1970年の南口の開設により南口と大阪環状線ホームに直結する1番のりば（設置当初は片町行きホーム、JR東西線開業後は同線ホーム）が設けられたため、柵を設けて単式ホーム2面2線に変更された。
また、北口はかつて大阪環状線の東側にのみ向いており、4番乗り場への階段の上り口西側の待合室や便所、コインロッカー、吉野家などがある広場の所に改札口があった。吉野家のある辺りが出札口で入口はこの広場の東向きに、出口はこの広場の北に面してあった。西側（京阪京橋駅寄り）との間は、高架複々線化によって移設された京阪本線の旧線跡の大阪環状線の線路をくぐる通路でつながっているだけだった。もとは京阪の京橋駅も大阪環状線の東側にあったためだが、京阪の駅が高架化で西側に移転後も付近の商店に配慮して西側には入口を設けなかったといわれる。元々築堤であった現在の北口の1980年代以降の改修で西側にも通じるようになり、1990年の国際花と緑の博覧会（花の万博）開催に際して現在の姿になった。
国鉄型駅名標だった当時、ローマ字表記の下に所在地名の表記がなかったが、これは正確には城東区新喜多に位置してはいるものの、実際には大阪環状線ホームが都島区にまたがっているためである。

### バリアフリー化
駅構内には空間的な制限によりエレベーターが少なく、各ホームの行き来には最大5回（環状線外回り⇔学研都市線上り）のエレベーターの乗り換えを強いられる。健常者では階段で1分足らずでホームの移動ができるが、車椅子でエレベーター5基を乗り継げばホームの移動に10分以上かかる。このことから、大東市の電動車椅子利用の男性が2016年9月8日、「憲法が保障する『移動の自由』を侵害している」として、JR西日本を相手取りエレベーター3基の新設などを求めて大阪地裁に提訴した。
2017年8月10日、JR西日本はエレベーター3基の増設を含めた京橋駅のリニューアルを発表した。完成すれば、すべてのホーム間移動が1回のエレベーター利用で可能となる。これを受け、原告の男性は2017年12月8日付けで訴訟を取り下げた。

### のりば
| のりば     | 路線                 | 方向   | 行先                                                   |
| ---------- | -------------------- | ------ | ------------------------------------------------------ |
| 地平ホーム |                      |        |                                                        |
| 1          | JR東西線             | -      | 北新地・尼崎方面                                       |
| 2          | 学研都市線（片町線） | -      | 四条畷・松井山手方面                                   |
| 高架ホーム |                      |        |                                                        |
| 3          | 大阪環状線           | 内回り | 大阪・西九条・ユニバーサルシティ・関西空港・和歌山方面 |
| 4          | 大阪環状線           | 外回り | 鶴橋・天王寺方面                                       |

付記事項

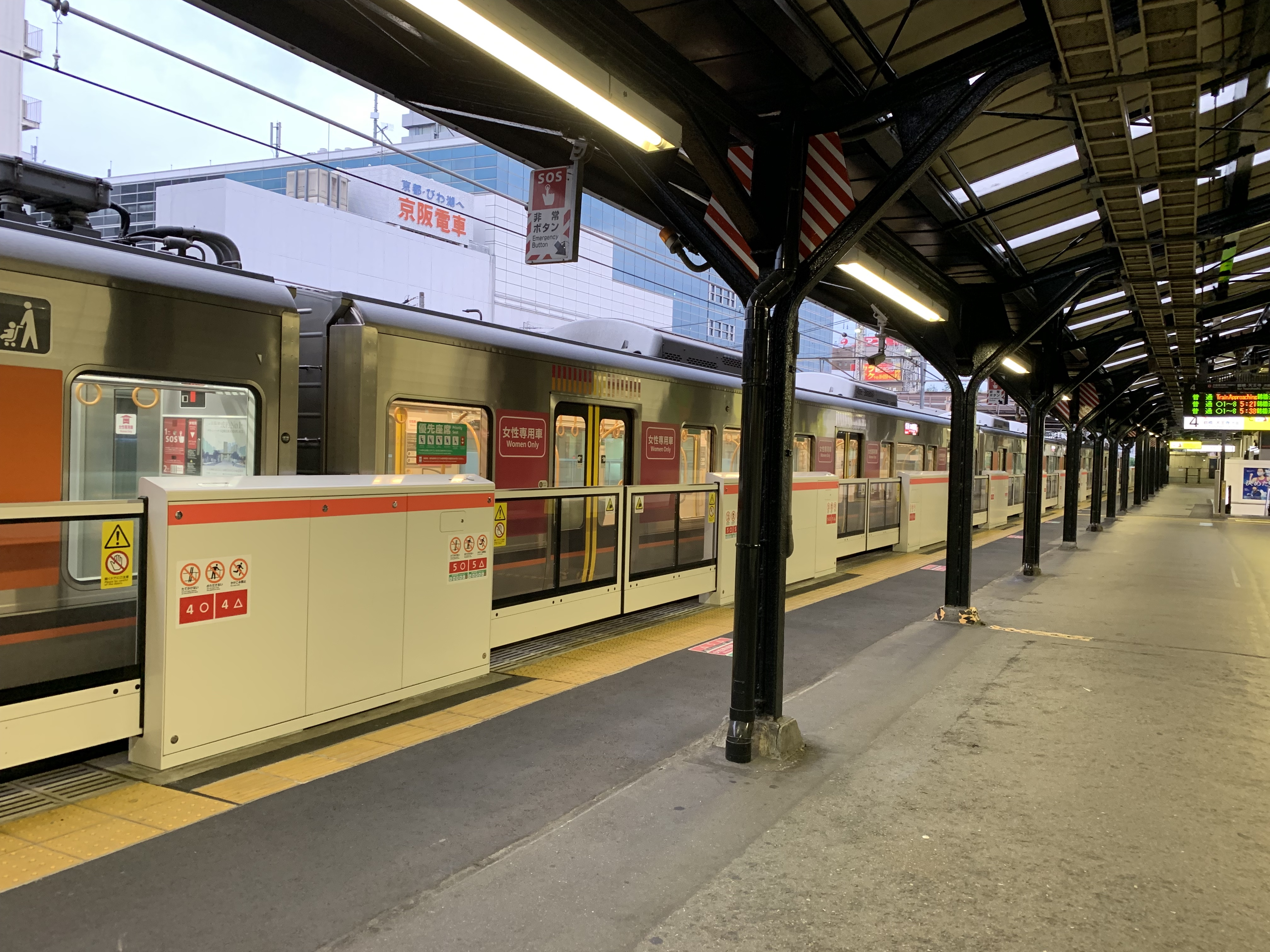
ホームドアが設置された大阪環状線乗り場

- 大阪環状線ホームは、当初のりば番号が与えられていなかったが、2008年3月に内回りが3番のりば、外回りが4番のりばとなった。この駅の付番をもって、環状線内のすべての駅にのりば番号が設定された。
- 当駅からの奈良駅へ直通する列車は、3番のりば（内回り）からの大阪駅・西九条駅経由大和路快速（平日はほぼ日中のみ、土曜・休日はほぼ終日）・区間快速と、2番のりばからの松井山手駅・木津駅経由快速・区間快速があるが、2番のりばからの列車はおおさか東線経由の直通快速が廃止されたため現状は夜間2本のみである（それ以外は木津駅または放出駅乗り換え）。

### 発車メロディ
「大阪環状線改造プロジェクト」の一環として、2014年3月15日から「大阪うまいもんの歌」（アメリカ民謡「ゆかいな牧場」の替え歌）が大阪環状線ホームの発車メロディとして使用されている。飲食店や歓楽街がある当駅周辺の「うまい」「賑やかさ」といったイメージに因んでいる。

### リニューアル工事
2017年8月10日付けのニュースリリースで、JR京橋駅リニューアル工事を開始すると発表。2013年度からの『大阪環状線改造プロジェクト』の一環として北口リニューアルと使いやすさ、分かりやすさ向上を目指したリニューアル工事が行われていた。

### 片町線（学研都市線）・JR東西線ホームの地下化構想
長年にわたり、都島区片町2丁目から城東区新喜多2丁目付近は片町線・JR東西線のホームが設けられているため、これが地区を南北に分断し、そこへ走る都市計画道路構想も着工が進んでいないことから、その地域の発展を阻害している状況が続いている。
そこで、片町線・JR東西線のホームを地下化し、踏切を撤去したうえで、都市計画道路の整備の推進と、交通渋滞の緩和と地域の分断化の解消、都市防災機能の向上、並びに別途に土地区画整理事業による道路の基盤整備や街区の再編を行うことで、土地利用の更新や宅地の有効利用を図り、都市の再生化を図ることを目的とした再開発計画が2000年ごろから、大阪市によって具体的に構想化されている。
しかし、大阪市やJR西日本の財政的な問題からこれらの再開発の着工に至らない状態が続いていたが、京橋駅のイオン京橋店（2019年閉店）のオフィスビルへの改築など、都市再生緊急整備地域（2017年8月）指定を受けたことから、2021年7月、この立体交差事業再開へ向けて、大阪市が日本交通技術に調査検討業務を委託し、地下化のルートや工法についての再検討を行うことになった（履行期間:2022年3月31日）。今回の計画では、対象となる「新喜多」「馬の口」「鯰江」の3踏切を撤去し、約1.3㎞の区間を開削して地下化させて、従来の2面2線方式で地下ホームを整備するという計画がある。
大阪市が開催した令和7年度第1回（早期実施分）大阪市建設事業評価有識者会議の資料によると、2030年度に認可を取得し、2051年度に地下切り替えを予定している。

### ダイヤ

#### 大阪環状線
日中時間帯は1時間に12本（環状運転の普通/大和路快速/関空・紀州路快速がそれぞれ4本）停車するため、5分間隔となる。午前中はこれに加えてJRゆめ咲線（桜島線）直通普通が4本停車し、朝晩は本数が多くなる。当駅折り返しの関空・紀州路快速は4番のりばで乗客を降ろしたあと、天王寺寄りにある引き上げ線で折り返して（一部は森ノ宮電車区に入区している）3番のりばに入線する。

#### 学研都市線・JR東西線
日中時間帯は1時間に8本（区間快速と普通電車がそれぞれ4本）が停車する。朝晩は当駅折り返しを含めて本数が多くなる。学研都市線の当駅折り返しの列車は1番のりばに到着後、地上の引き上げ線に入り、2番のりば（四条畷方面行き）に移る。ほかに、夜間時間帯に1本、当駅留置運用がある。
また、通常の当駅折り返し列車は学研都市線方面へ引き返すが、逆にJR東西線方面への引き返しも可能となっており、事故による輸送障害発生時などで当駅 - 放出駅間が運行できない場合には、上記の逆の順序でJR東西線方面への当駅折り返し列車が運行される。おおさか東線の延伸工事に伴う線路切り替え工事でも同様の列車が運行されていた。
JR東西線尼崎駅より先、 JR神戸線神戸方面、JR宝塚線（福知山線）宝塚方面に直通する列車は、当駅で直通先の列車種別に変更する。

### 配線図
| ← JR東西線 尼崎・西明石・ 宝塚 方面 | JR西日本京橋駅 JR東西線・片町線 配線略図 | → 片町線 （学研都市線） 松井山手・木津・ 奈良 方面 |
| 凡例 出典:不明                      |                                          |                                                    |

| ← 鶴橋・天王寺 方面 | JR西日本 京橋駅大阪環状線 配線略図 | → 大阪・西九条 方面 |
| 凡例 出典:以下を参考に作成。 * 湯川徹二、「図－1 大阪環状線配線略図」、「特集 - 大阪環状線」、『鉄道ピクトリアル』、第59巻6号 通巻第819号 2009年6月号、電気車研究会、42頁。 * JR西日本公式ホームページ JRおでかけネット - 京橋駅 - 構内図。 ※ 2009年2月14日現在 |                                    |                     |

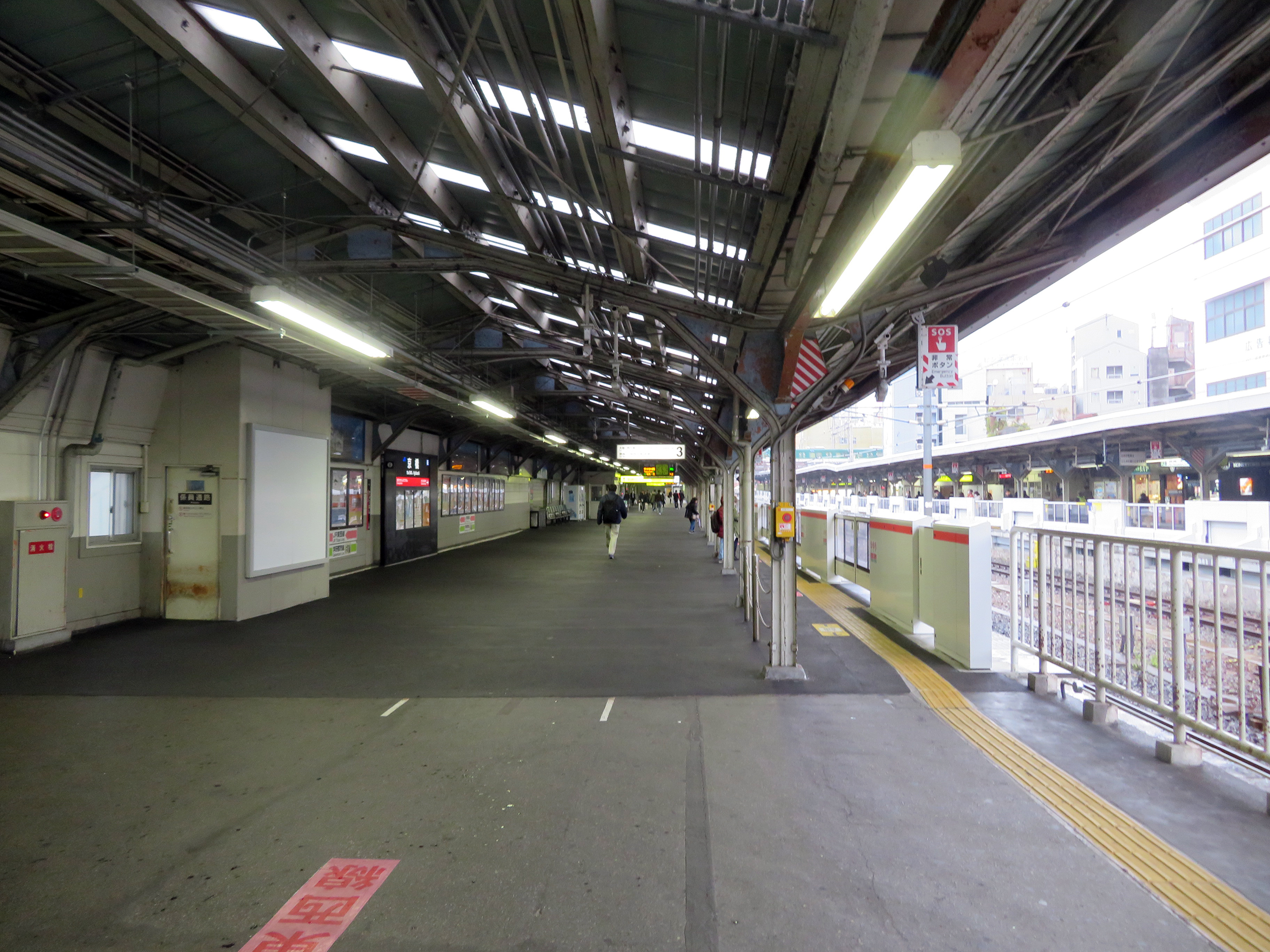
大阪環状線ホーム（2020年4月）
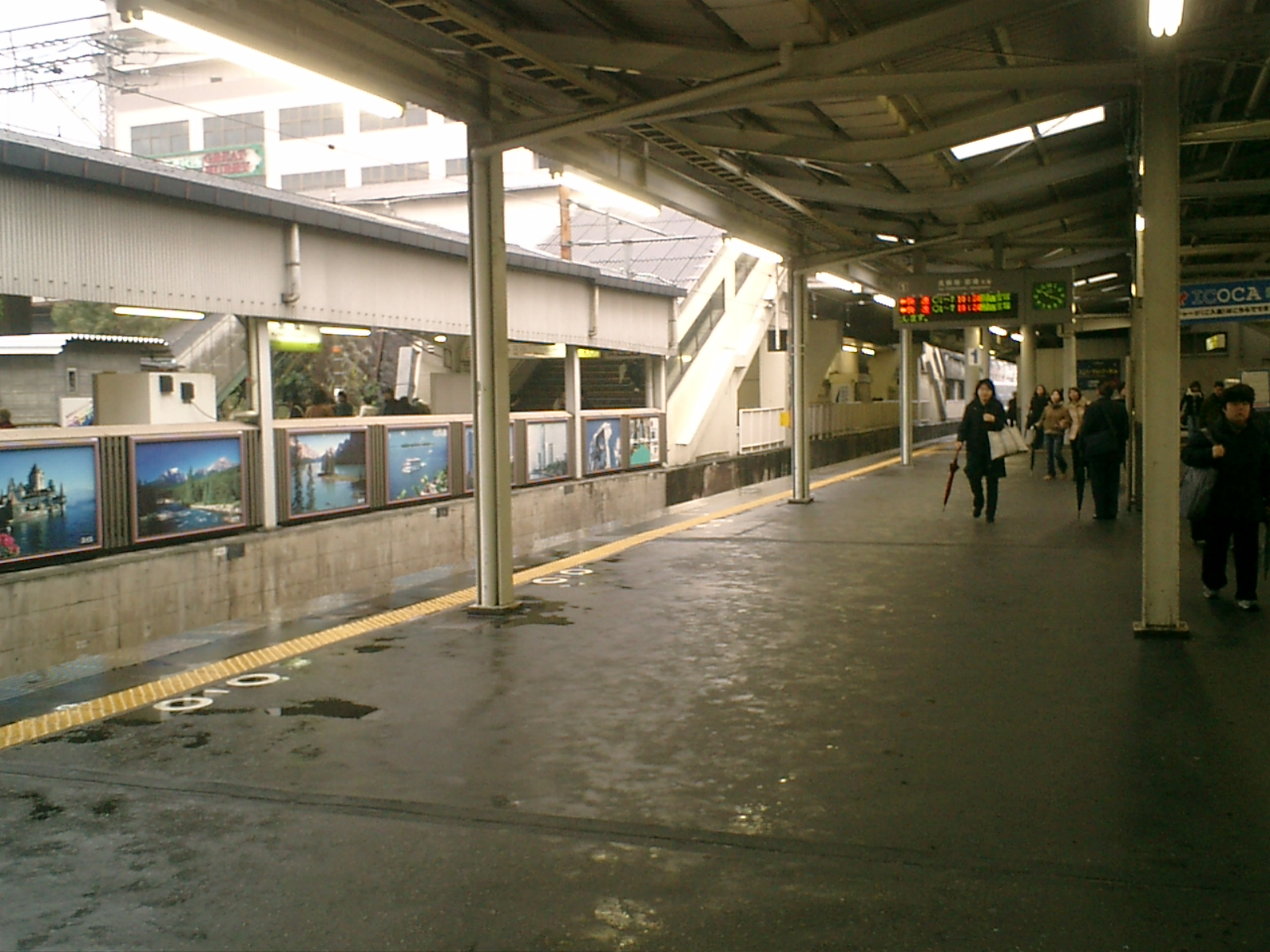
学研都市線・東西線ホーム（2006年1月）
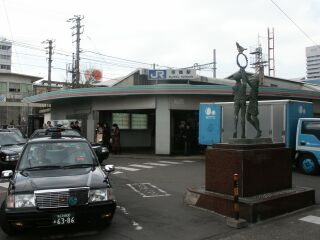
南口（2004年頃）
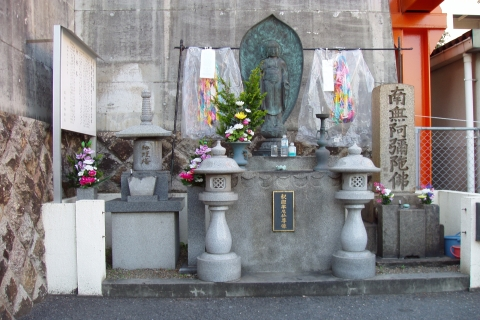
南口にある大阪大空襲京橋駅爆撃被災者慰霊碑（2006年10月）

## 京阪電気鉄道

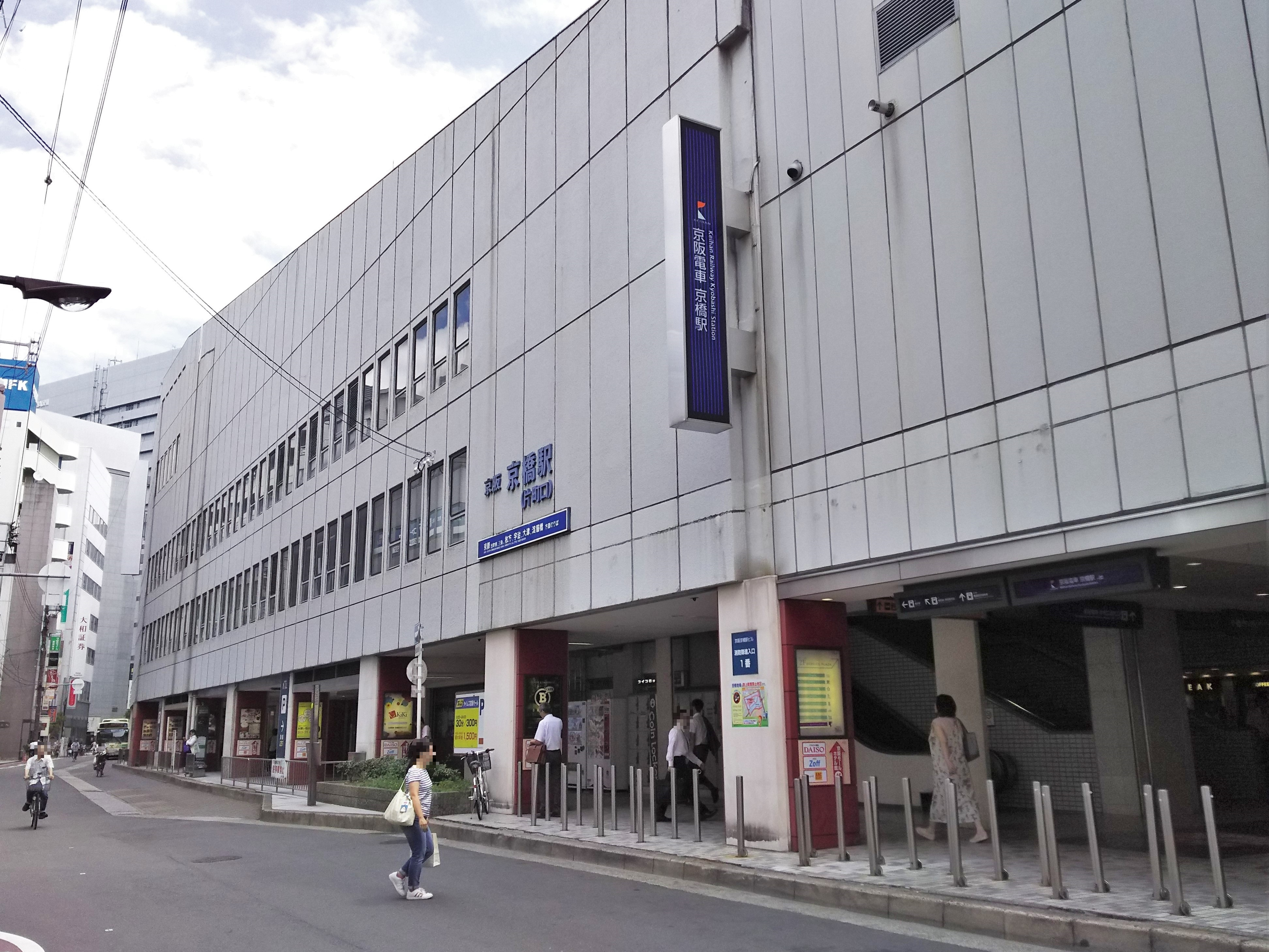
片町口（2016年8月）

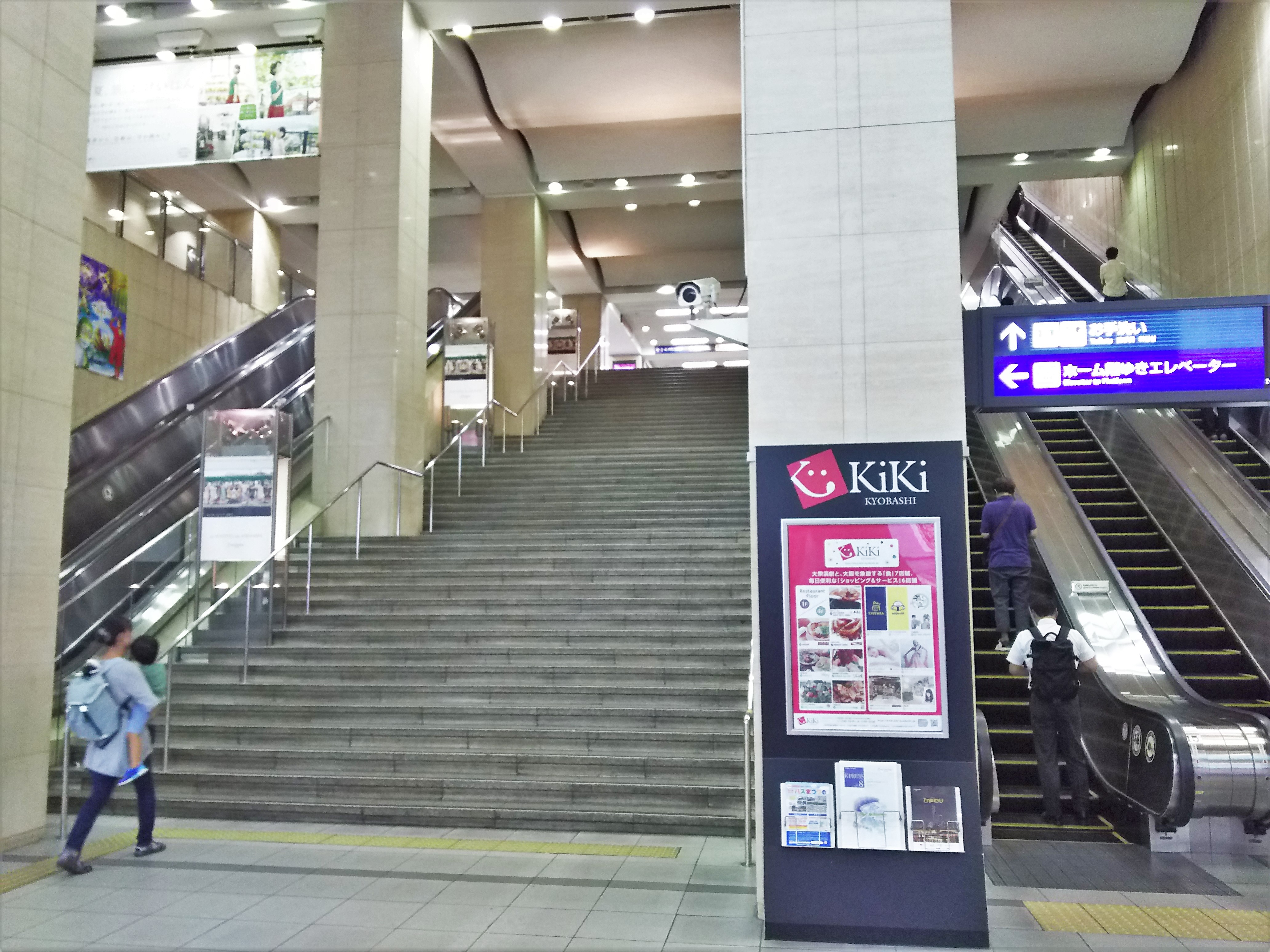
コンコースへと続く階段（2016年8月）

島式ホーム2面4線を持つ高架駅。駅ビルに内包されている。
改札口はJR京橋駅寄りの1階にある中央口、淀屋橋寄りの2階にある片町口、京阪モール3階にある京阪モール連絡口（営業時間内のみ）の3ヶ所である。さらに片町口側の1階にはエレベーター専用改札口（ここのみきっぷうりばはない）も設けられている。ホームは4階にあり、中央口からは出町柳方面行ホームへ直結するエスカレーターが設けられている。片町口からは大阪ビジネスパーク、JR京橋駅西口に通じるペデストリアンデッキがあり、雨の日でも濡れずに行き来できる。

### のりば
| 番線 | 路線      | 方向 | 行先               |
| ---- | --------- | ---- | ------------------ |
| 1・2 | ■京阪本線 | 上り | 三条・出町柳方面   |
| 3・4 | ■京阪本線 | 下り | 淀屋橋・中之島方面 |

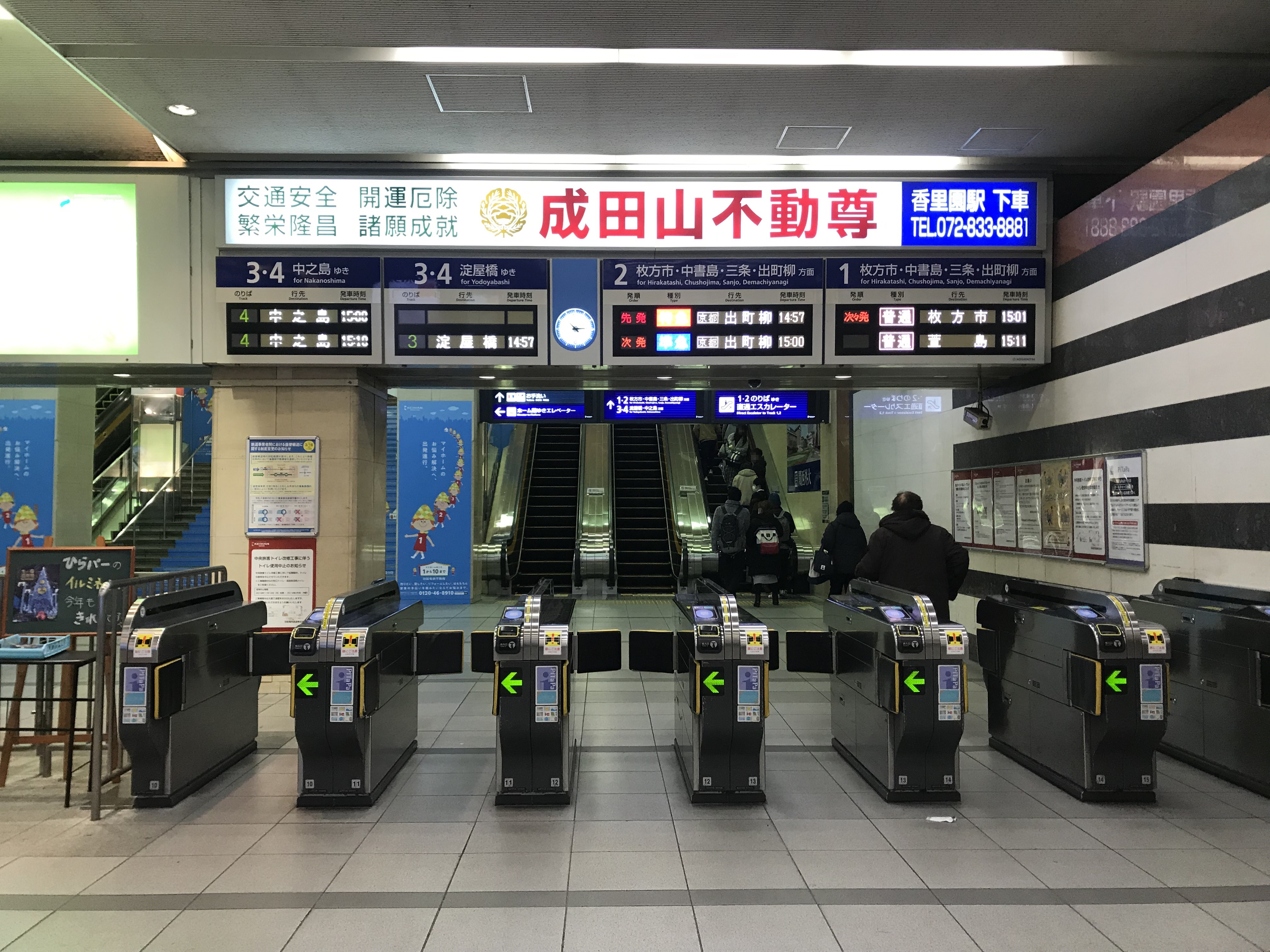
改札口（京阪線、2019年2月）
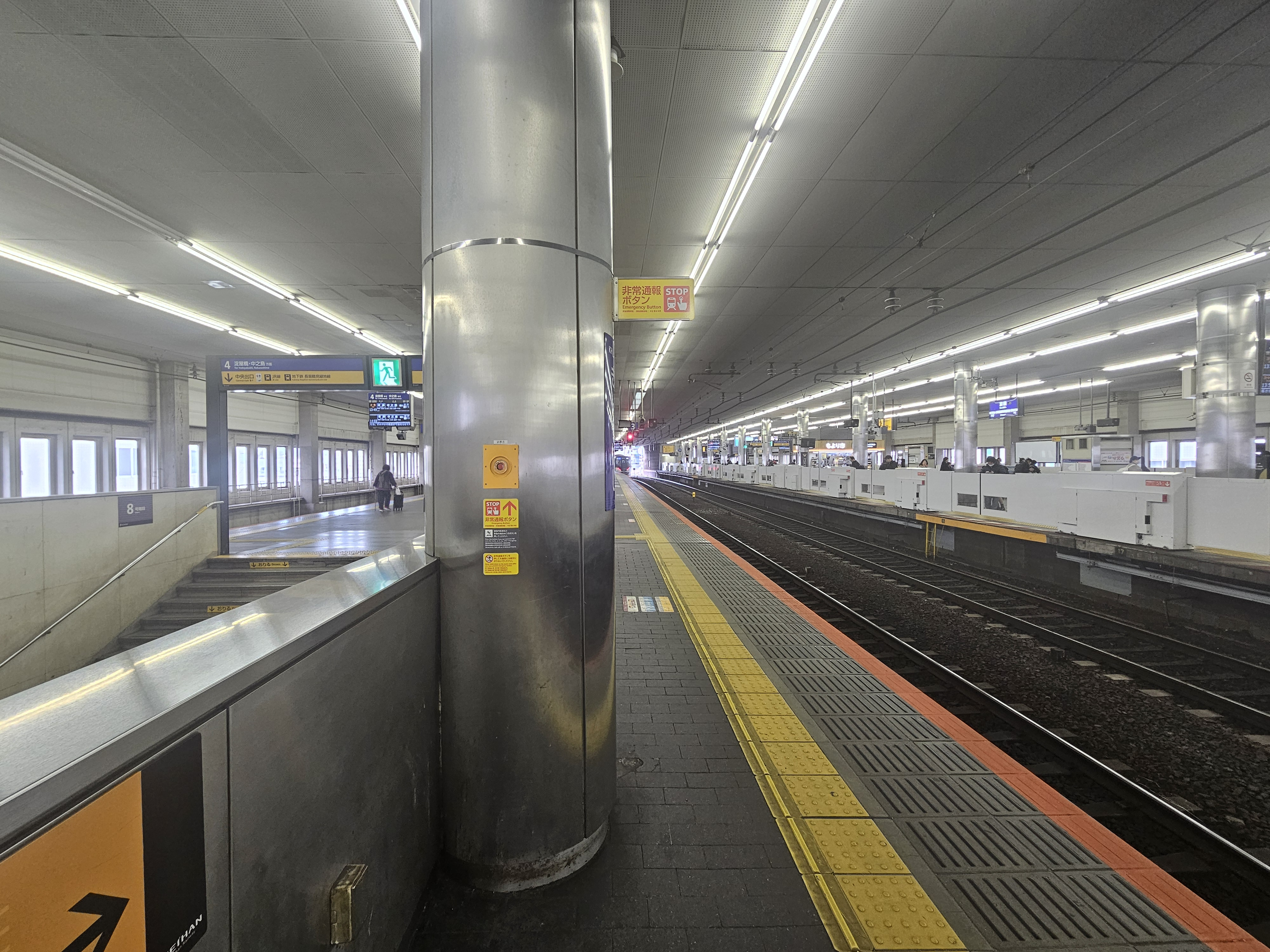
ホーム全景（2025年1月、1、2番線ホーム柵設置後）
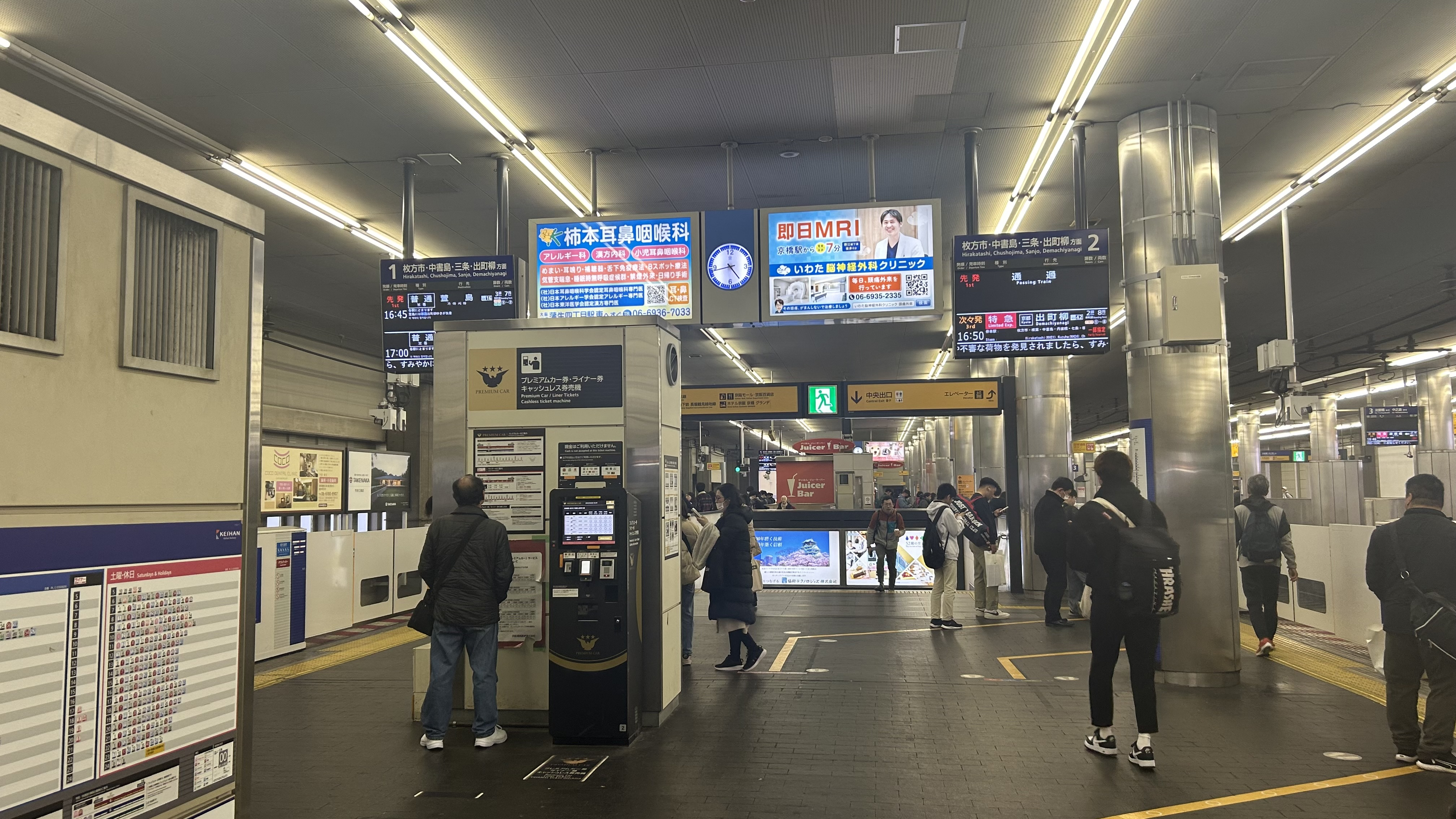
1・2番線ホーム
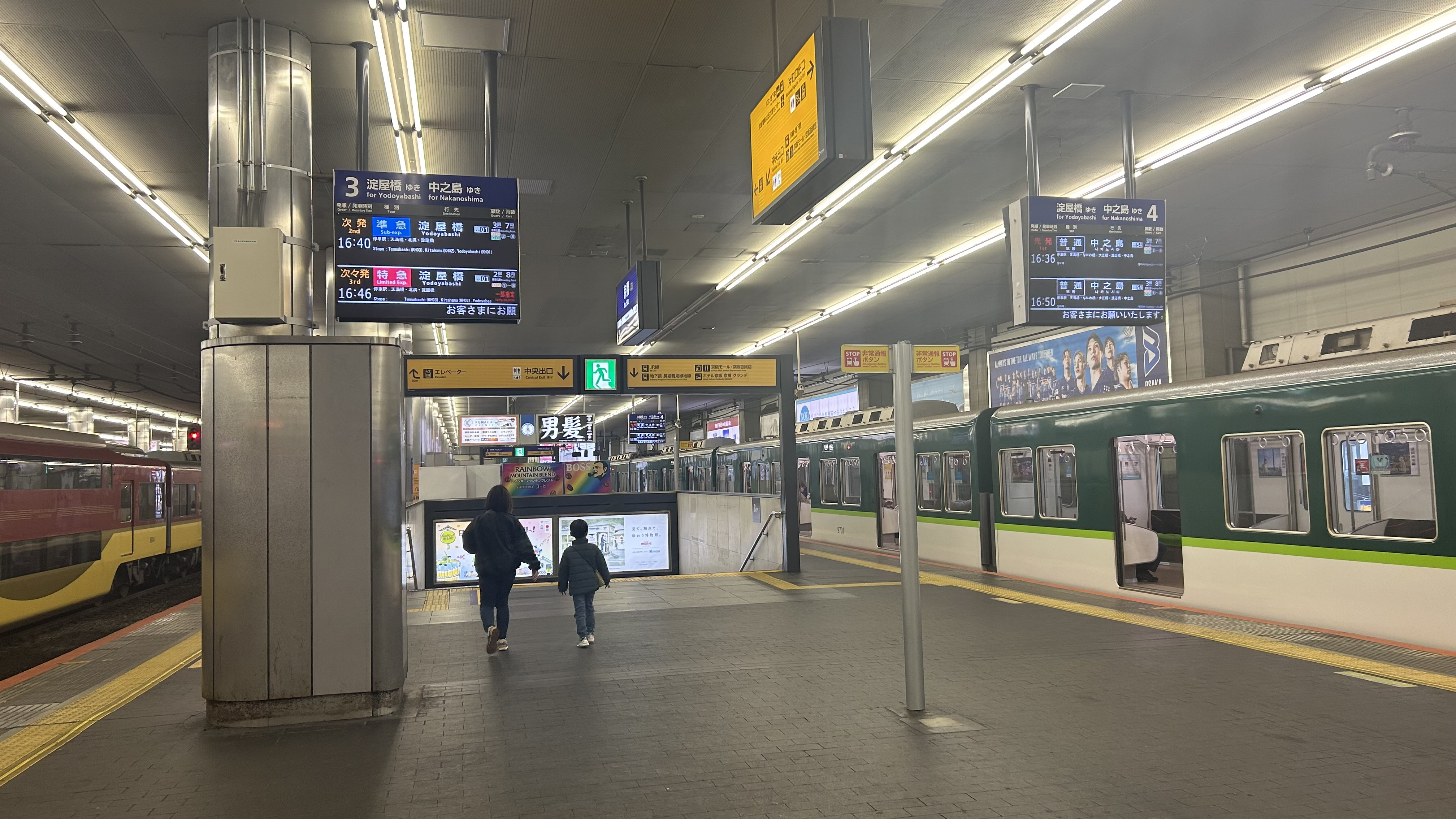
3・4番線ホーム
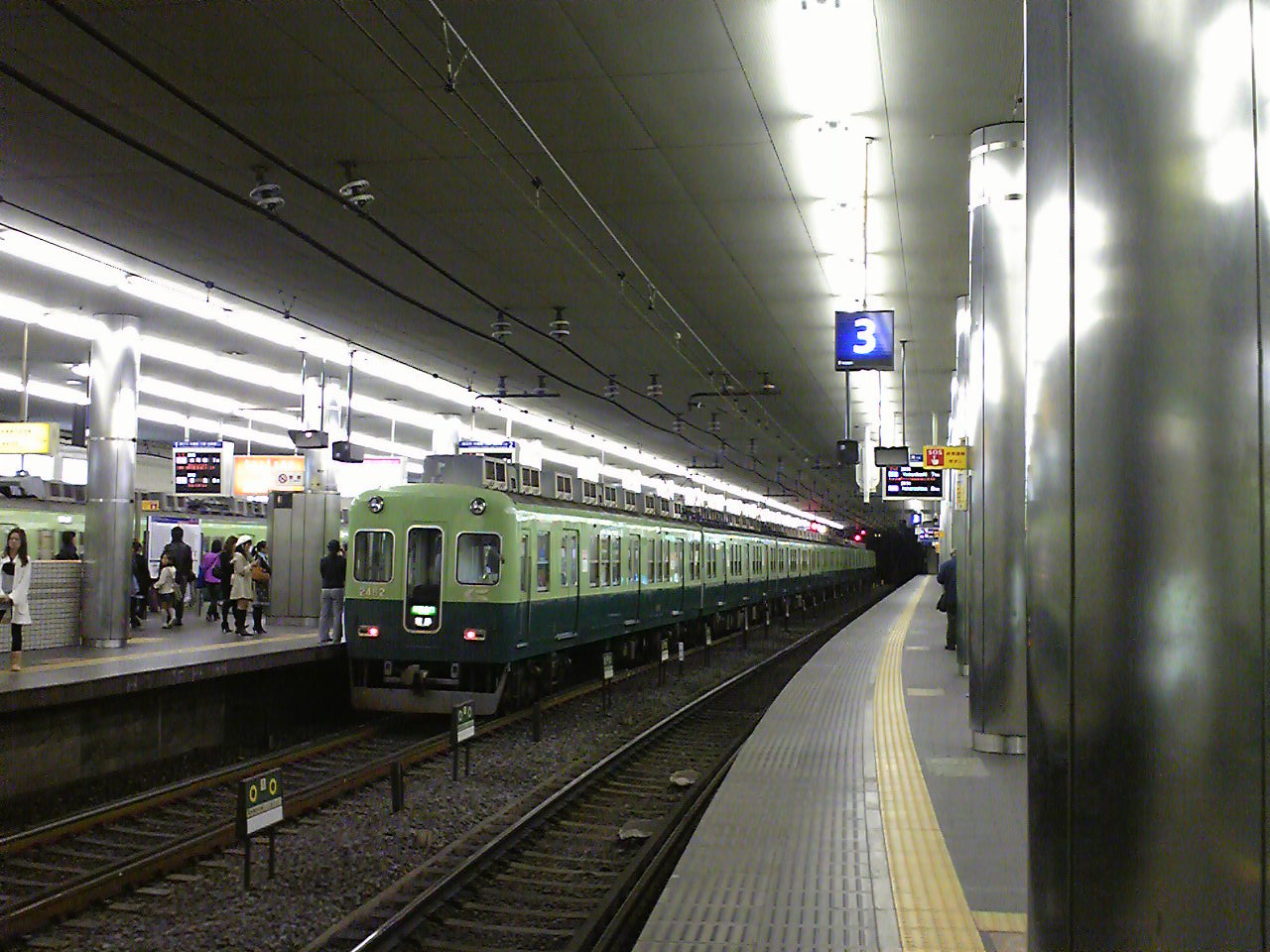
京阪本線京橋駅のホームと2400系（2008年11月）
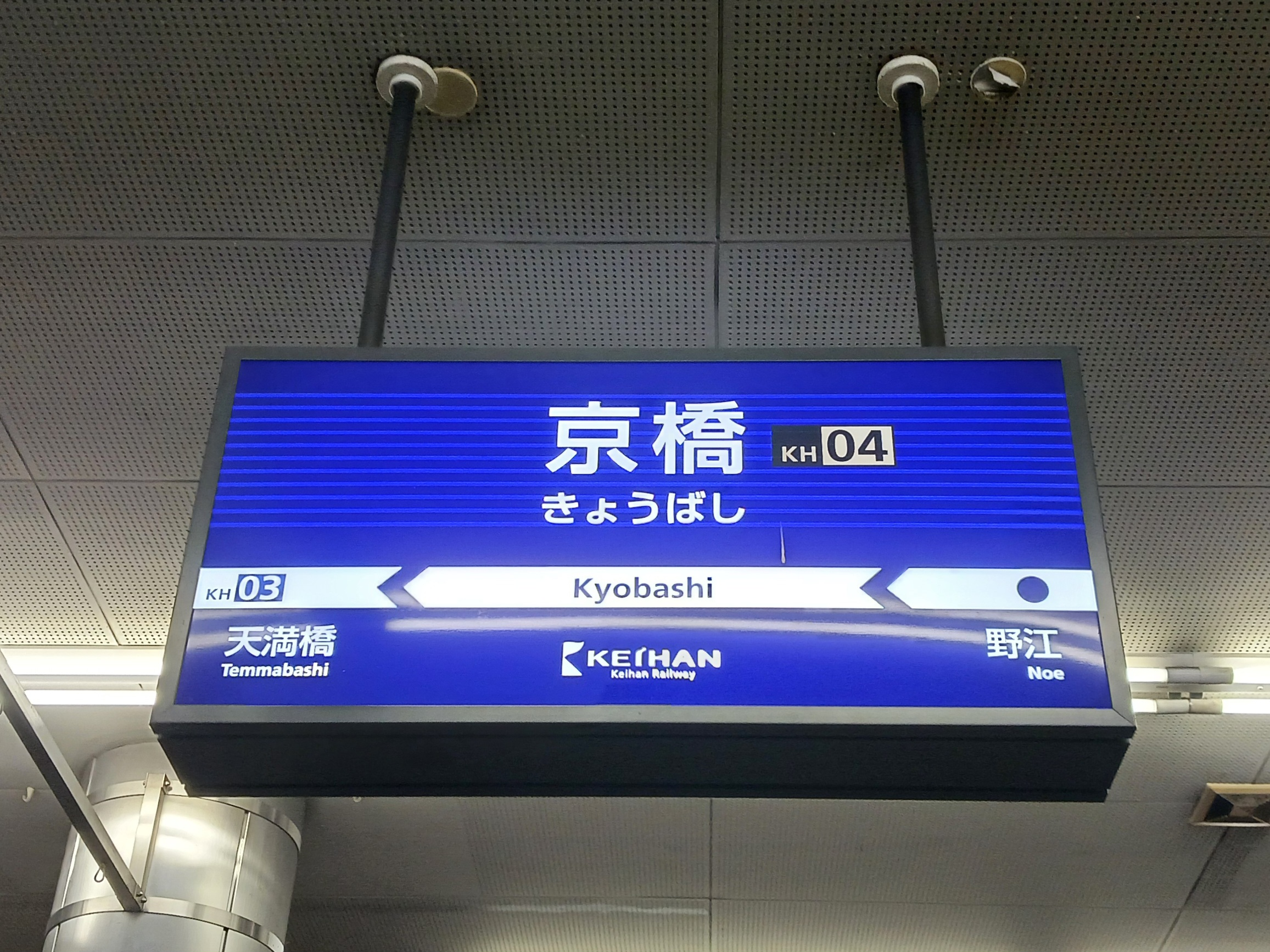
駅名標（2024年8月）

### ダイヤ
- 当駅の前後は複々線区間であり、内側2線（2番線と3番線）がA線、外側2線（1番線と4番線）がB線である。
- 淀屋橋駅発着列車と中之島駅発着列車、および優等列車（区間急行以上）と普通列車の接続が終日行われている。そのため、隣の天満橋駅から分岐する中之島線への乗り換えは当駅の方が至便である[注 2]。
- 上り列車は原則として優等列車が2番線から、普通列車が1番線から発車する。ただし、優等列車のうち平日夕方・夜に当駅で特急と接続する中之島発の準急と全ての快速特急「洛楽」・ライナーは1番線から発車する。また、普通列車のうち早朝の1本のみ2番線から発車する[注 3]。
- 下り列車は原則として優等列車が3番線から、普通列車が4番線から発車する。ただし、優等列車のうち平日朝ラッシュの一部の特急・ライナー・区間急行は4番線から発車する。また、普通列車のうち土休日朝の中之島行き1本のみ3番線から発車する。
- ライナー淀屋橋行きの一般車に乗車する場合、当駅からはライナー券が不要である。

### その他
- 発車メロディが導入されている。淀屋橋・中之島方面は種別に関係なく淀屋橋行きは特急用、中之島行き（中之島線開業以前は天満橋行き）は一般列車用のメロディを使用している。出町柳方面の快速特急発車時には『朝靄の京橋で乗り換え』が流れていたが、2011年5月のダイヤ改正で快速特急が廃止されたため、一旦使用されなくなった。2016年3月ダイヤ改正で快速特急が再び設定されて復活したが、2017年8月に向谷実作曲の快速特急用メロディに変更され、再び使用されなくなった。
- 1987年から中央口の側壁には巨大なからくり時計（モールクロック）が設置されており当駅の象徴でもあったが、2000年代初めの駅改装工事により撤去された[注 4]。
- 第4回近畿の駅百選に選ばれている。
- 快速特急「洛楽」停車駅の中では唯一地上に存在する駅となっている。
- 出町柳方面ホームの売店では1975年（昭和50年）頃からフランクフルトが販売されており、2011年時点で1日平均700本が売れる人気商品で、客が電車が来るまでの短い時間にその場で立ち食いする同駅の「名物」とされている。多く売れる時間帯にはフランクフルト専従の店員が1人付き、IHヒーターと南部鉄の鉄板でパリッとした焦げ目がつくように焼き上げる。ケチャップなどは提供されないがそのままでおいしく食べられる濃いめの味付けになっているという[48]。

### 配線図
| ← N：なにわ橋・中之島方面 Y：北浜・淀屋橋方面 ← | 京阪電気鉄道 天満橋－京橋駅間 鉄道配線略図 | → 中書島 ・三条・出町柳 方面 |
| 凡例 出典:以下を参考に作成。 * 電気車研究会、『鉄道ピクトリアル』 第59巻第8号 通巻第822号 2009年8月 臨時増刊号、 「特集 - 京阪電気鉄道」、巻末折込「京阪電気鉄道線路配線略図」、2009.6.3現在 * 京阪電気鉄道公式ホームページ「おけいはん．ねっと」－ 構内図 － 天満橋駅 (PDF) 、京橋駅 (PDF) |                                            |                              |

## 大阪市高速電気軌道 (Osaka Metro)
当駅のデザインテーマは所在する都島区の区花に因んで「桜」である。コンコースに桜のタイル壁画が飾られている。長堀鶴見緑地線の京橋駅 - 門真南駅間の各駅は花・木がデザインテーマに選ばれている。ホームなどは、1996年以降に開業した駅と比べれば、比較的簡素なデザインとなっている。
島式ホーム1面2線を持つ地下駅。大正方に両渡り線がある。改札口は1か所のみ。
ホームは地下3階で、地下2階にコンコースがあり、そのコンコースが地下街のコムズガーデンに直結している。なお、当駅前後の長堀鶴見緑地線は、京阪本線がかつて走っていた跡地の道路の下を通っている。
PiTaPa、ICOCAなど各種カードの利用が可能である（相互利用が可能なIC乗車券はPiTaPaの項を参照）。

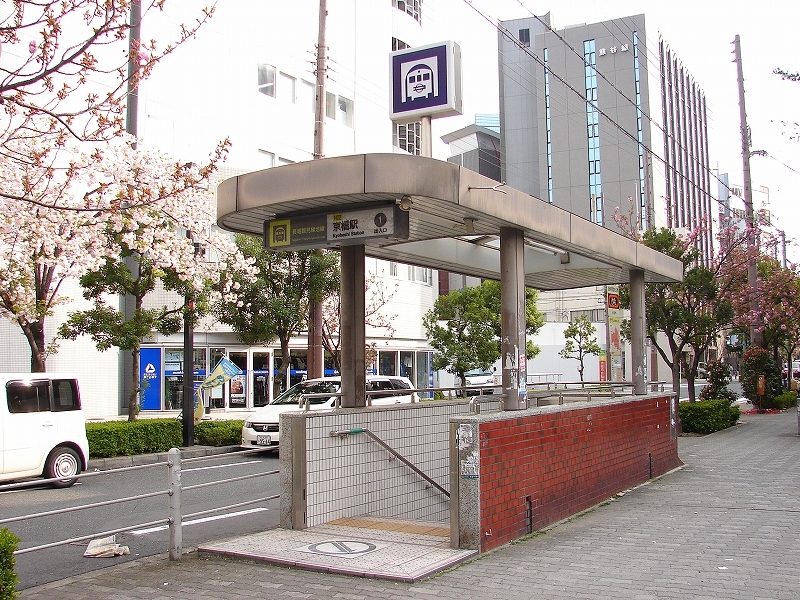
1号出入口（市営地下鉄当時）
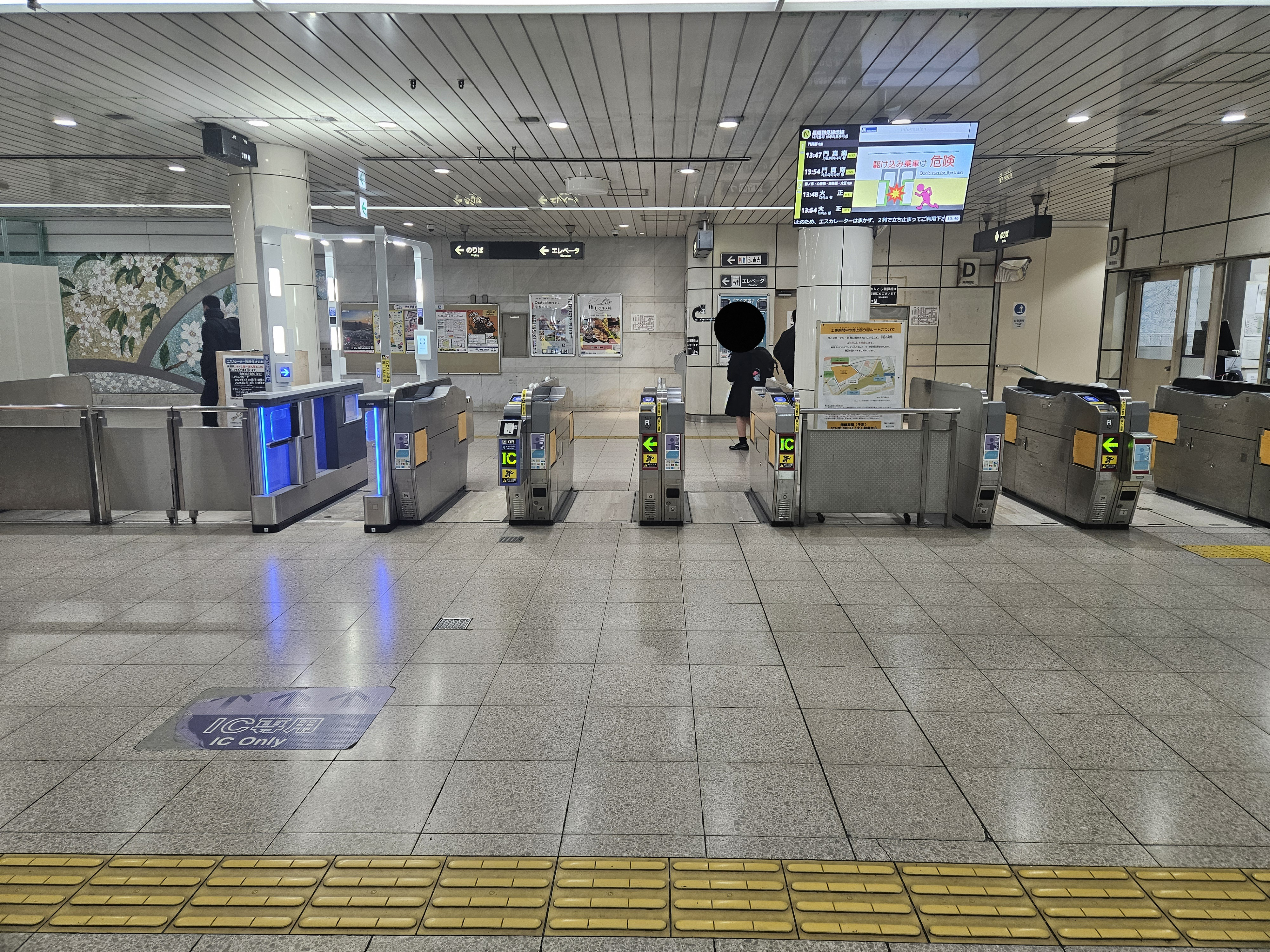
改札（2025年1月）

### のりば
| 番線 | 路線           | 行先                     |
| ---- | -------------- | ------------------------ |
| 1    | 長堀鶴見緑地線 | 門真南方面               |
| 2    | 長堀鶴見緑地線 | 心斎橋・西長堀・大正方面 |

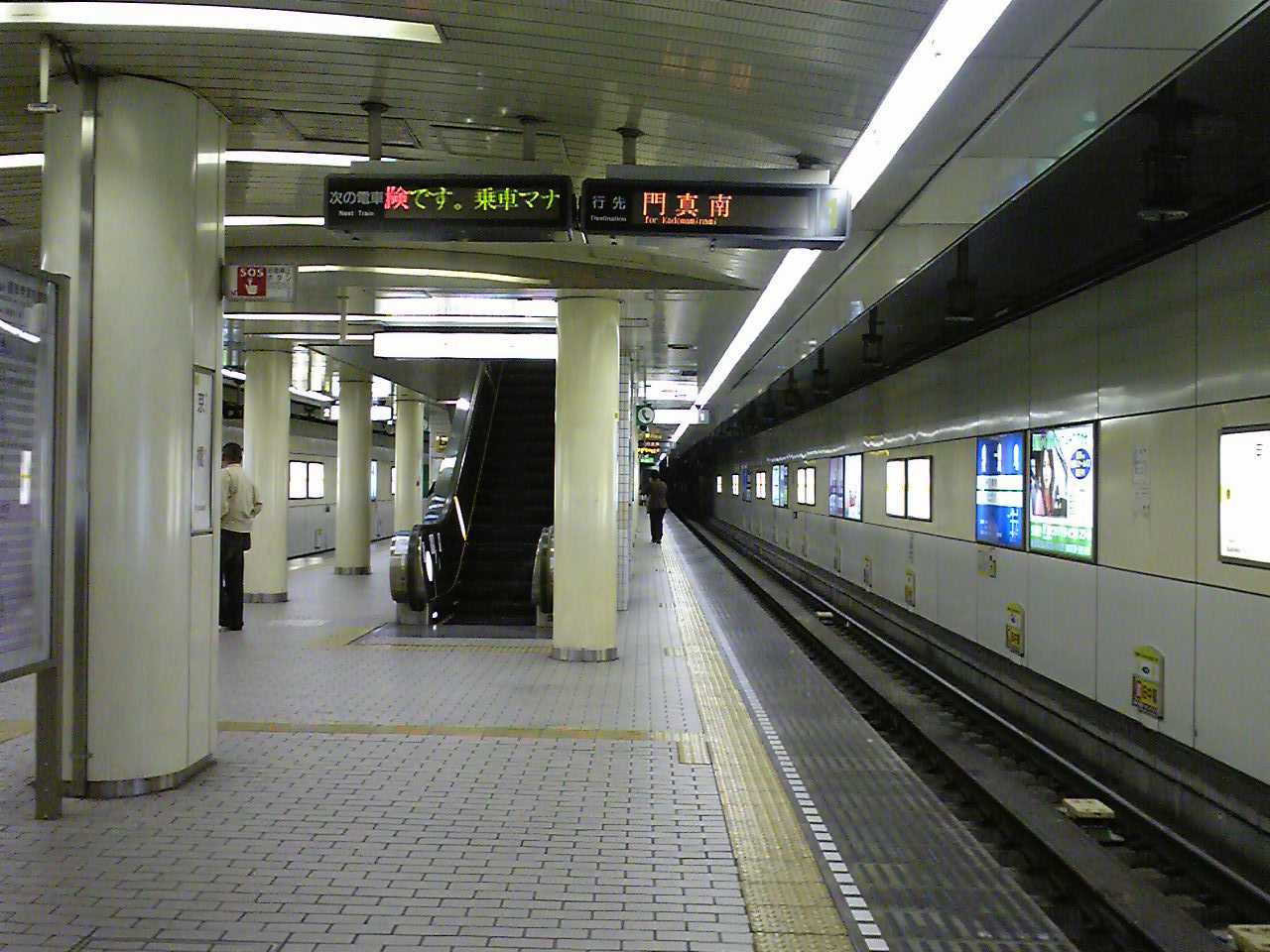
地下鉄京橋駅プラットホーム（ホームドア設置前）
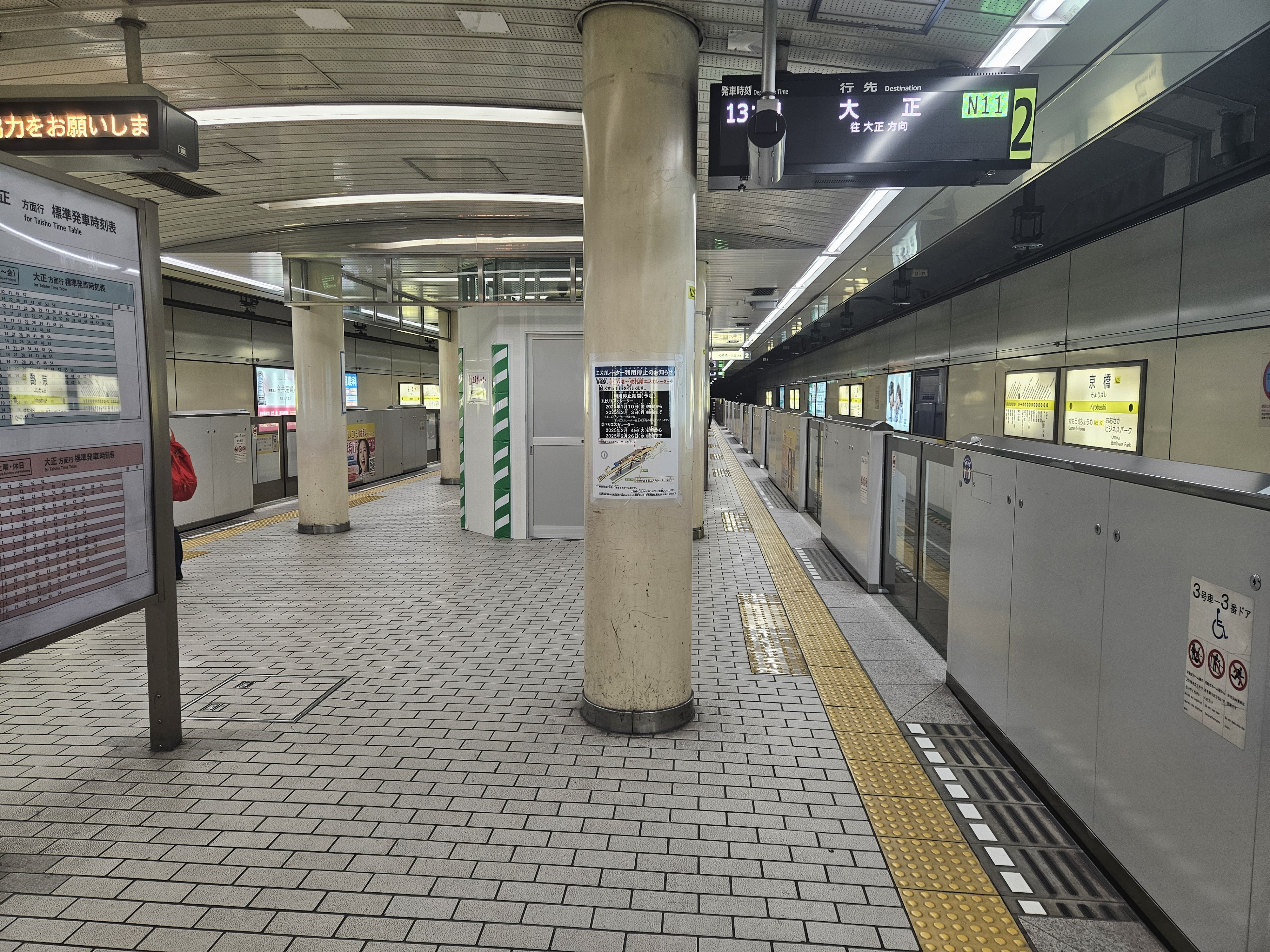
地下鉄京橋駅プラットホーム（ホームドア設置後）

### 出口
| 出口番号 | 出口周辺                                         | 備考             |
| -------- | ------------------------------------------------ | ---------------- |
| 1        | シティバスのりば                                 |                  |
| 2        |                                                  |                  |
| 3        | 京橋住宅管理センター・JR線京橋駅・京阪電車京橋駅 |                  |
| 4        | コムズガーデン・JR線京橋駅・京阪電車京橋駅       | エレベーターあり |
| 5        | 京阪電車京橋駅・京橋市税事務所(MID京橋ビル)      |                  |

## 利用状況
これらの乗降客数の合計は1日あたり約39万人となり、大阪市では梅田駅・難波駅・天王寺駅に次ぐ第4位となる。

### JR西日本
2023年（令和5年）度の1日平均乗車人員は114,494人である。同社の駅では大阪駅・京都駅・天王寺駅・三ノ宮駅に次ぐ第5位で、特急が乗り入れない駅では最多である。2021年度に三ノ宮駅に抜かれるまでは4位であった。
JR東西線の開業（1997年）以降はやや減少傾向が見られたが、近年は横ばい傾向である。
各年度の1日平均乗車人員は下表の通り。
| 年度               | 1日平均 乗車人員 | 増減率 | 順位 | 定期利用状況 | 定期利用状況 | 出典      | 出典          |
| 年度               | 1日平均 乗車人員 | 増減率 | 順位 | 1日平均      | 定期率       | JR        | 大阪府        |
| ------------------ | ---------------- | ------ | ---- | ------------ | ------------ | --------- | ------------- |
| 1988年（昭和63年） | 131,485          |        |      | 82,621       | 62.8%        |           | [ 大阪府 1 ]  |
| 1989年（平成元年） | 138,718          | 5.5%   |      | 86,280       | 62.2%        |           | [ 大阪府 1 ]  |
| 1990年（平成02年） | 166,315          | 19.9%  |      | 93,514       | 56.2%        |           | [ 大阪府 2 ]  |
| 1991年（平成03年） | 154,725          | -7.0%  |      | 95,609       | 61.8%        |           | [ 大阪府 3 ]  |
| 1992年（平成04年） | 157,792          | 2.0%   |      | 97,831       | 62.0%        |           | [ 大阪府 4 ]  |
| 1993年（平成05年） | 158,254          | 0.3%   |      | 97,834       | 61.8%        |           | [ 大阪府 5 ]  |
| 1994年（平成06年） | 158,103          | -0.1%  |      | 97,081       | 61.4%        |           | [ 大阪府 6 ]  |
| 1995年（平成07年） | 162,413          | 2.7%   |      | 98,493       | 60.6%        |           | [ 大阪府 7 ]  |
| 1996年（平成08年） | 161,033          | -0.8%  |      | 97,517       | 60.6%        |           | [ 大阪府 8 ]  |
| 1997年（平成09年） | 154,563          | -4.0%  |      | 93,286       | 60.4%        |           | [ 大阪府 9 ]  |
| 1998年（平成10年） | 147,400          | -4.6%  |      | 89,212       | 60.5%        |           | [ 大阪府 10 ] |
| 1999年（平成11年） | 145,039          | -1.6%  |      | 87,792       | 60.5%        |           | [ 大阪府 11 ] |
| 2000年（平成12年） | 142,881          | -1.5%  |      | 86,463       | 60.5%        |           | [ 大阪府 12 ] |
| 2001年（平成13年） | 142,874          | -0.0%  |      | 86,031       | 60.2%        |           | [ 大阪府 13 ] |
| 2002年（平成14年） | 139,496          | -2.4%  |      | 84,730       | 60.7%        |           | [ 大阪府 14 ] |
| 2003年（平成15年） | 139,577          | 0.1%   |      | 84,594       | 60.6%        |           | [ 大阪府 15 ] |
| 2004年（平成16年） | 137,994          | -1.1%  |      | 84,552       | 61.3%        |           | [ 大阪府 16 ] |
| 2005年（平成17年） | 138,142          | 0.1%   |      | 85,006       | 61.5%        |           | [ 大阪府 17 ] |
| 2006年（平成18年） | 138,091          | -0.0%  |      | 84,891       | 61.5%        |           | [ 大阪府 18 ] |
| 2007年（平成19年） | 135,857          | -1.6%  |      | 83,795       | 61.7%        |           | [ 大阪府 19 ] |
| 2008年（平成20年） | 135,158          | -0.5%  |      | 83,100       | 61.5%        |           | [ 大阪府 20 ] |
| 2009年（平成21年） | 130,987          | -3.1%  |      | 81,034       | 61.9%        |           | [ 大阪府 21 ] |
| 2010年（平成22年） | 130,359          | -0.5%  |      | 81,146       | 62.2%        |           | [ 大阪府 22 ] |
| 2011年（平成23年） | 130,355          | -0.0%  |      | 80,931       | 62.1%        |           | [ 大阪府 23 ] |
| 2012年（平成24年） | 130,045          | -0.2%  |      | 80,781       | 62.1%        |           | [ 大阪府 24 ] |
| 2013年（平成25年） | 130,931          | 0.7%   | 4位  | 81,820       | 62.5%        | [ JR 1 ]  | [ 大阪府 25 ] |
| 2014年（平成26年） | 129,700          | -0.9%  | 4位  | 80,779       | 62.3%        | [ JR 2 ]  | [ 大阪府 26 ] |
| 2015年（平成27年） | 130,765          | 0.8%   | 4位  | 81,023       | 62.0%        | [ JR 3 ]  | [ 大阪府 27 ] |
| 2016年（平成28年） | 131,880          | 0.9%   | 4位  | 81,547       | 61.8%        | [ JR 4 ]  | [ 大阪府 28 ] |
| 2017年（平成29年） | 133,799          | 1.5%   | 4位  | 82,682       | 61.8%        | [ JR 5 ]  | [ 大阪府 29 ] |
| 2018年（平成30年） | 135,294          | 1.1%   | 4位  | 84,352       | 62.3%        | [ JR 6 ]  | [ 大阪府 30 ] |
| 2019年（令和元年） | 131,370          | -2.9%  | 4位  | 82,326       | 62.7%        | [ JR 7 ]  | [ 大阪府 31 ] |
| 2020年（令和02年） | 94,147           | -28.3% | 4位  | 63,656       | 67.6%        | [ JR 8 ]  | [ 大阪府 32 ] |
| 2021年（令和03年） | 96,779           | 2.8%   | 5位  | 63,306       | 65.4%        | [ JR 9 ]  | [ 大阪府 33 ] |
| 2022年（令和04年） | 109,194          | 12.8%  | 5位  | 66,769       | 61.1%        | [ JR 10 ] | [ 大阪府 34 ] |
| 2023年（令和05年） | 114,494          | 4.6%   | 5位  | 68,196       | 59.6%        | [ JR 11 ] | [ 大阪府 35 ] |

### 京阪電気鉄道
2023年（令和5年）度の1日当たりの利用者数は129,938人。同社の駅では最も多い。

#### 大阪府・大阪市の統計データ
大阪府統計年鑑では各年度の特定日の利用状況が、大阪市統計書では1日平均乗車人員がそれぞれ公表されている。下表を参照。
| 年度               | 特定日利用状況 | 特定日利用状況 | 特定日利用状況 | 1日平均 乗車人員 | 出典          | 出典         |
| 年度               | 乗車人員       | 降車人員       | 乗降人員       | 1日平均 乗車人員 | 大阪府        | 大阪市       |
| ------------------ | -------------- | -------------- | -------------- | ---------------- | ------------- | ------------ |
| 1966年（昭和41年） | 108,061        | -              | -              | -                | [ 大阪府 36 ] | -            |
| 1967年（昭和42年） | 113,535        | -              | -              | -                | [ 大阪府 37 ] | -            |
| 1968年（昭和43年） | 119,594        | -              | -              | -                | [ 大阪府 38 ] | -            |
| 1969年（昭和44年） | 117,147        | -              | -              | -                | [ 大阪府 39 ] | -            |
| 1970年（昭和45年） | 109,885        | -              | -              | -                | [ 大阪府 40 ] | -            |
| 1971年（昭和46年） | 105,391        | -              | -              | -                | [ 大阪府 41 ] | -            |
| 1972年（昭和47年） | 111,427        | -              | -              | -                | [ 大阪府 42 ] | -            |
| 1973年（昭和48年） | 113,680        | -              | -              | -                | [ 大阪府 43 ] | -            |
| 1974年（昭和49年） | 117,326        | -              | -              | -                | [ 大阪府 44 ] | -            |
| 1975年（昭和50年） | 114,876        | -              | -              | -                | [ 大阪府 45 ] | -            |
| 1976年（昭和51年） | 117,292        | -              | -              | -                | [ 大阪府 46 ] | -            |
| 1977年（昭和52年） | 108,448        | -              | -              | -                | [ 大阪府 47 ] | -            |
| 1978年（昭和53年） | 104,278        | -              | -              | -                | [ 大阪府 48 ] | -            |
| 1979年（昭和54年） | 105,772        | -              | -              | -                | [ 大阪府 49 ] | -            |
| 1980年（昭和55年） | 102,046        | -              | -              | -                | [ 大阪府 50 ] | -            |
| 1981年（昭和56年） | 101,394        | -              | -              | -                | [ 大阪府 51 ] | -            |
| 1982年（昭和57年） | 98,697         | 98,762         | 197,459        | -                | [ 大阪府 52 ] | -            |
| 1983年（昭和58年） | 100,126        | 101,272        | 201,398        | -                | [ 大阪府 53 ] | -            |
| 1984年（昭和59年） | 99,958         | 100,131        | 200,089        | -                | [ 大阪府 54 ] | -            |
| 1985年（昭和60年） | 100,376        | 100,539        | 200,915        | -                | [ 大阪府 55 ] | -            |
| 1986年（昭和61年） | 104,604        | 104,460        | 209,064        | -                | [ 大阪府 56 ] | -            |
| 1987年（昭和62年） | 103,767        | 105,812        | 209,579        | -                | [ 大阪府 57 ] | -            |
| 1988年（昭和63年） | 104,022        | 105,694        | 209,716        | -                | [ 大阪府 58 ] | -            |
| 1989年（平成元年） | 108,061        | 107,922        | 215,983        | -                | [ 大阪府 1 ]  | -            |
| 1990年（平成02年） | 114,757        | 116,281        | 231,038        | -                | [ 大阪府 2 ]  | -            |
| 1991年（平成03年） | -              | -              | -              | -                | [ 大阪府 3 ]  | -            |
| 1992年（平成04年） | 122,790        | 123,980        | 246,770        | -                | [ 大阪府 4 ]  | -            |
| 1993年（平成05年） | -              | -              | -              | -                | [ 大阪府 5 ]  | -            |
| 1994年（平成06年） | -              | -              | -              | -                | [ 大阪府 6 ]  | -            |
| 1995年（平成07年） | 120,502        | 121,751        | 242,253        | -                | [ 大阪府 7 ]  | -            |
| 1996年（平成08年） | -              | -              | -              | -                | [ 大阪府 8 ]  | -            |
| 1997年（平成09年） | -              | -              | -              | -                | [ 大阪府 9 ]  | -            |
| 1998年（平成10年） | 100,632        | 108,520        | 209,152        | -                | [ 大阪府 10 ] | -            |
| 1999年（平成11年） | -              | -              | -              | -                | [ 大阪府 11 ] | -            |
| 2000年（平成12年） | 99,327         | 103,705        | 203,032        | -                | [ 大阪府 12 ] | -            |
| 2001年（平成13年） | -              | -              | -              | 103,910          | [ 大阪府 13 ] | [ 大阪市 1 ] |
| 2002年（平成14年） | 97,037         | 101,202        | 198,239        | 101,187          | [ 大阪府 14 ] | [ 大阪市 1 ] |
| 2003年（平成15年） | 100,150        | 103,705        | 203,855        | 101,497          | [ 大阪府 15 ] | [ 大阪市 1 ] |
| 2004年（平成16年） | 97,560         | 100,249        | 197,809        | 99,143           | [ 大阪府 16 ] | [ 大阪市 1 ] |
| 2005年（平成17年） | 97,225         | 99,965         | 197,190        | 98,918           | [ 大阪府 17 ] | [ 大阪市 1 ] |
| 2006年（平成18年） | 95,031         | 98,763         | 193,794        | 97,942           | [ 大阪府 18 ] | [ 大阪市 1 ] |
| 2007年（平成19年） | 93,436         | 96,957         | 190,393        | 98,261           | [ 大阪府 19 ] | [ 大阪市 1 ] |
| 2008年（平成20年） | 90,571         | 93,217         | 183,788        | 95,988           | [ 大阪府 20 ] | [ 大阪市 1 ] |
| 2009年（平成21年） | 89,643         | 92,120         | 181,763        | 93,667           | [ 大阪府 21 ] | [ 大阪市 1 ] |
| 2010年（平成22年） | 90,127         | 90,624         | 180,751        | 92,168           | [ 大阪府 22 ] | [ 大阪市 1 ] |
| 2011年（平成23年） | 88,447         | 90,358         | 178,805        | 91,775           | [ 大阪府 23 ] | [ 大阪市 1 ] |
| 2012年（平成24年） | 89,746         | 91,596         | 181,342        | 91,391           | [ 大阪府 24 ] | [ 大阪市 1 ] |
| 2013年（平成25年） | 87,173         | 89,249         | 176,422        | 94,682           | [ 大阪府 25 ] | [ 大阪市 1 ] |
| 2014年（平成26年） | 87,533         | 89,759         | 177,292        | 92,839           | [ 大阪府 26 ] | [ 大阪市 1 ] |
| 2015年（平成27年） | 87,997         | 89,844         | 177,841        | 92,934           | [ 大阪府 27 ] | [ 大阪市 1 ] |
| 2016年（平成28年） | 84,996         | 87,550         | 172,546        | 93,950           | [ 大阪府 28 ] | [ 大阪市 1 ] |
| 2017年（平成29年） | 87,703         | 89,705         | 177,408        | 93,888           | [ 大阪府 29 ] | [ 大阪市 1 ] |
| 2018年（平成30年） | 86,519         | 88,440         | 174,959        | 93,880           | [ 大阪府 30 ] | [ 大阪市 1 ] |
| 2019年（令和元年） | 85,795         | 87,974         | 173,769        | 93,092           | [ 大阪府 31 ] | [ 大阪市 2 ] |
| 2020年（令和02年） | 67,221         | 68,477         | 135,698        | 65,395           | [ 大阪府 32 ] | [ 大阪市 3 ] |
| 2021年（令和03年） | 66,517         | 68,013         | 134,530        | 67,830           | [ 大阪府 33 ] | [ 大阪市 4 ] |
| 2022年（令和04年） | 71,271         | 73,123         | 144,394        | 75,691           | [ 大阪府 34 ] | [ 大阪市 5 ] |
| 2023年（令和05年） | 75,077         | 77,232         | 152,309        | 80,685           | [ 大阪府 35 ] | [ 大阪市 6 ] |

### Osaka Metro
2024年11月12日の1日乗降人員は31,786人（乗車人員：15,854人、降車人員：15,932人）である。他の地下鉄と接続しない長堀鶴見緑地線の駅では最も利用者数が多い。
各年度の特定日における利用状況は下表の通りである。なお1995年度の調査については1996年に行われているが、会計年度上1995年度となる。
| 年度               | 調査日   | 乗車人員 | 降車人員 | 乗降人員 | 出典          | 出典          |
| 年度               | 調査日   | 乗車人員 | 降車人員 | 乗降人員 | メトロ        | 大阪府        |
| ------------------ | -------- | -------- | -------- | -------- | ------------- | ------------- |
| 1990年（平成02年） | 11月06日 | 11,095   | 10,607   | 21,702   |               | [ 大阪府 2 ]  |
| 1995年（平成07年） | 02月15日 | 13,744   | 13,860   | 27,604   |               | [ 大阪府 7 ]  |
| 1998年（平成10年） | 11月10日 | 17,386   | 16,847   | 34,233   |               | [ 大阪府 10 ] |
| 2007年（平成19年） | 11月13日 | 16,145   | 16,157   | 32,302   |               | [ 大阪府 19 ] |
| 2008年（平成20年） | 11月11日 | 16,695   | 16,657   | 33,352   |               | [ 大阪府 20 ] |
| 2009年（平成21年） | 11月10日 | 16,118   | 16,113   | 32,231   |               | [ 大阪府 21 ] |
| 2010年（平成22年） | 11月09日 | 15,935   | 15,837   | 31,772   |               | [ 大阪府 22 ] |
| 2011年（平成23年） | 11月08日 | 15,590   | 15,770   | 31,360   |               | [ 大阪府 23 ] |
| 2012年（平成24年） | 11月13日 | 16,163   | 16,181   | 32,344   |               | [ 大阪府 24 ] |
| 2013年（平成25年） | 11月19日 | 15,739   | 15,756   | 31,495   | [ メトロ 1 ]  | [ 大阪府 25 ] |
| 2014年（平成26年） | 11月11日 | 16,174   | 16,194   | 32,368   | [ メトロ 2 ]  | [ 大阪府 26 ] |
| 2015年（平成27年） | 11月17日 | 17,097   | 16,999   | 34,096   | [ メトロ 3 ]  | [ 大阪府 27 ] |
| 2016年（平成28年） | 11月08日 | 17,041   | 17,029   | 34,070   | [ メトロ 4 ]  | [ 大阪府 28 ] |
| 2017年（平成29年） | 11月14日 | 18,195   | 18,549   | 36,744   | [ メトロ 5 ]  | [ 大阪府 29 ] |
| 2018年（平成30年） | 11月13日 | 17,860   | 17,723   | 35,583   | [ メトロ 6 ]  | [ 大阪府 30 ] |
| 2019年（令和元年） | 11月12日 | 17,668   | 17,624   | 35,292   | [ メトロ 7 ]  | [ 大阪府 31 ] |
| 2020年（令和02年） | 11月10日 | 15,136   | 15,150   | 30,286   | [ メトロ 8 ]  | [ 大阪府 32 ] |
| 2021年（令和03年） | 11月16日 | 14,823   | 14,902   | 29,725   | [ メトロ 9 ]  | [ 大阪府 33 ] |
| 2022年（令和04年） | 11月15日 | 15,875   | 15,866   | 31,741   | [ メトロ 10 ] | [ 大阪府 34 ] |
| 2023年（令和05年） | 11月07日 | 16,923   | 16,349   | 33,272   | [ メトロ 11 ] | [ 大阪府 35 ] |
| 2024年（令和06年） | 11月12日 | 15,854   | 15,932   | 31,786   | [ メトロ 12 ] |               |

## 駅周辺

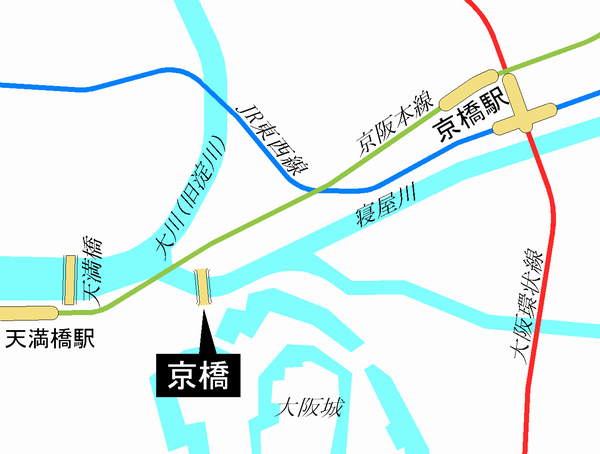
橋としての京橋（左）と京橋駅（右上）の位置関係。

上述の通り、最初に設置された現在の大阪環状線の駅が駅名に「京橋」を採用し、これに追従するかたちで片町線の駅が開業、京阪本線の駅が改称した経緯があり、当駅よりも京橋（橋梁）側へ路線が西伸する片町線（現在はJR東西線）と京阪本線においては、京橋駅が京橋（橋梁）の最寄駅ではない状態にある。
駅の西側は江戸時代には京街道沿いに相生西町・相生東町・野田町といった町が形成され、大坂の玄関口として賑わった場所である。駅の東側は歓楽街になっている。
ペデストリアンデッキの大阪城京橋プロムナードによって、寝屋川の対岸に位置するオフィス街の大阪ビジネスパークと結ばれており、最寄駅のひとつとなっている。そのため、当駅周辺はサラリーマンで賑わっており、関西ローカルのテレビ番組では北口界隈が街頭インタビューで登場することが多い。
- 京阪モール
- Kぶらっと
- KiKi京橋
- コムズガーデン
- 京橋公園
- FULALI KYOBASHI
- ライフ京橋店
- エディオン京橋店
- マックスバリュ京橋店
- 三井住友銀行京阪京橋支店・大阪ビジネスパ－ク出張所・徳庵支店（旧住友銀行）  - ※2021年11月22日より、大阪ビジネスパーク出張所が、2023年11月20日より、徳庵支店が移転し共同店舗となった。
- 三菱UFJ銀行大阪京橋支店
- エル京橋
- 京橋グランシャトービル
- 京橋商店街
- 新京橋商店街
- 京橋中央商店街
- 大阪府立東高等学校
- 開明中学校・高等学校
- 大阪市立桜宮小学校
- 大阪市立桜宮中学校
- 日本郵便京橋K2ビル内郵便局
- 日本郵便大阪京橋郵便局
- 日本郵便都島南通郵便局
- 大阪ビジネスパーク
  - ツイン21
  - 松下IMPビル（松下IMPホール）
  - 大阪ビジネスパーク円形ホール
  - ホテルニューオータニ大阪
  - ホテルモントレ ラ・スール大阪
  - 住友生命本社ビル
  - 住友生命OBPプラザビル（住友生命いずみホール）
  - クリスタルタワー
  - OBPキャッスルタワー
  - 富士通関西システムラボラトリ
  - 読売テレビ放送本社
  - KDDI大阪ビル
  - 大阪東京海上日動ビルディング
  - 日本郵便大阪ツイン21内郵便局
- 大阪帝拳ジム
- 都島区役所
- 大阪市立都島図書館
- クレオ大阪東（大阪市立男女共同参画センター東部館）
- 太閤園・藤田邸跡公園・藤田美術館
- 国道1号（京阪国道）
- 寝屋川

## バス路線
当駅周辺には大阪シティバスの路線が乗り入れており、京阪駅付近に「京橋駅前」、JR駅南側に「京橋駅南口」、北側に「京橋北口」停留所が設置されている。
京橋北口停留所は東行（門真南・花博記念公園北口方向）は大阪環状線ガード西側の1箇所で、西行（大阪駅・天満橋方向）は大阪環状線ガード東側と西側（京橋公園。ニッセイ京橋ビルの向かい側）の2箇所ある。57号系統は毛馬中央公園行が西側のみに停車（京橋駅前行は停留所なし）、31・36号系統の西行は両方に停車する。
| 停留所名   | のりば | のりば | 系統 | 行先             | 担当       |
| ---------- | ------ | ------ | ---- | ---------------- | ---------- |
| 京橋駅前   | -      | -      | 57   | 毛馬中央公園     | 中津       |
| 京橋駅南口 | 東行   | 東行   | 21   | 地下鉄深江橋     | 守口       |
| 京橋駅南口 | 西行   | 西行   | 21   | 天満橋           | 守口       |
| 京橋北口   | 東行   | 東行   | 31   | 花博記念公園北口 | 守口       |
| 京橋北口   | 東行   | 東行   | 36   | 地下鉄門真南     | 中津・酉島 |
| 京橋北口   | 西行   | 東側   | 31   | 天満橋           | 守口       |
| 京橋北口   | 西行   | 東側   | 36   | 大阪駅前         | 中津・酉島 |
| 京橋北口   | 西行   | 西側   | 57   | 毛馬中央公園     | 中津       |

## 隣の駅
西日本旅客鉄道（JR西日本）
 大阪環状線
■大和路快速・■区間快速・■関空快速・■紀州路快速・■快速・■直通快速・■普通
大阪城公園駅 (JR-O07) - 京橋駅 (JR-O08) - 桜ノ宮駅 (JR-O09)
 学研都市線（片町線）・JR東西線
■快速・■区間快速（全てJR東西線内各駅停車） 
放出駅 (JR-H39)（学研都市線） - 京橋駅 (JR-H41) - 大阪城北詰駅 (JR-H42)（JR東西線）
■普通
鴫野駅 (JR-H40)（学研都市線） - 京橋駅 (JR-H41) - 大阪城北詰駅 (JR-H42)（JR東西線）
京阪電気鉄道
全ての種別が京橋駅より淀屋橋・中之島側で各駅に停車する。
京阪本線
■快速特急「洛楽」
天満橋駅 (KH03) - 京橋駅 (KH04) - 七条駅 (KH37)
□ライナー（下記以外）・■特急
天満橋駅 (KH03) - 京橋駅 (KH04) -  枚方市駅 (KH21)
□ライナー（樟葉・枚方市始発淀屋橋行き下り列車）・■通勤快急（平日下りのみ運転）
天満橋駅 (KH03) ← 京橋駅 (KH04) ← 寝屋川市駅 (KH17)
■通勤準急（平日下りのみ運転）
天満橋駅 (KH03) ← 京橋駅 (KH04) ← 萱島駅 (KH16)
■快速急行・■急行・■準急・■区間急行
天満橋駅 (KH03) - 京橋駅 (KH04) - 守口市駅 (KH11)
■普通
天満橋駅 (KH03) - 京橋駅 (KH04) - 野江駅 (KH05)
大阪市高速電気軌道（Osaka Metro）
 長堀鶴見緑地線
大阪ビジネスパーク駅 (N21) - 京橋駅 (N22) - 蒲生四丁目駅 (N23)

### かつて存在した路線
西日本旅客鉄道（JR西日本）
学研都市線（片町線）
京橋駅 - 片町駅…1997年3月7日廃止（JR東西線開業前日）

### 記事本文